# Ассирія

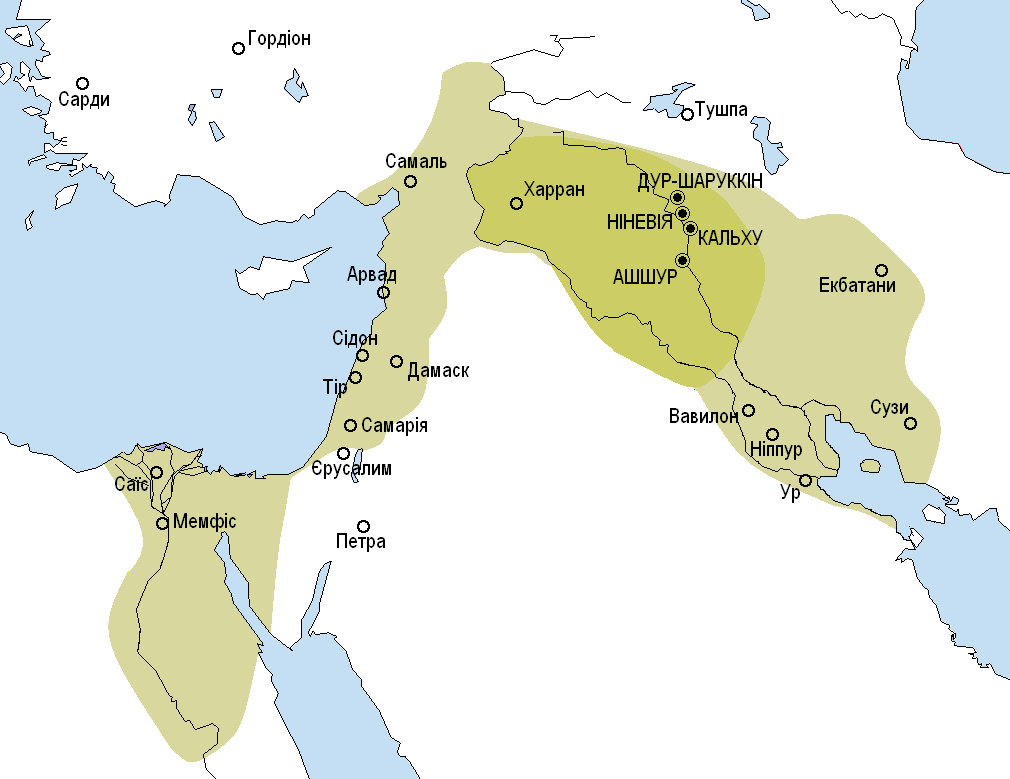
Ассирія за часів найвищого піднесення

36°00′ пн. ш. 43°18′ сх. д. / 36° пн. ш. 43.3° сх. д.
Асси́рія — грецька назва могутньої та тривалої стародавньої близькосхідної семітської держави, центральна територія якої лежала на річці Тигр у верхній Месопотамії у ІІ — І тисячолітті до н. е. Сучасна назва «Сирія» походить від слова «Ассирія». Самі ассирійці, які розмовляли північним діалектом аккадської мови, називали свою землю (māt) Ашшур, що походить від назви міста Ашшур, яке було тісно пов'язане з ассирійським державним богом, якого також називали Ашшуром. Пізніше, столицями були міста — Дур-Шаррукін, Кальху (Німруд), Ніневія.
Завдяки вигідному розташуванню та вправній армії, Ассирія була найсильнішою державою Стародавнього Сходу, що змагалась із Вавилонією. Ассирією в стародавні часи називали північну частину Дворіччя. Спочатку Ассирія була невеликою державою, тому її неодноразово підкорювали сильніші сусіди. Це спонукало країну до створення потужної боєздатної армії.
Армія Ассирії складалася з колісничних, кіннотників та піхотинців. Кіннота у взаємодії з бойовими колісницями завдавала блискавичних і несподіваних ударів по ворогу.

## Історія
Про ранню історію території, яку пізніше заселили ассирійці, відомо небагато. Розкопки та археологічні дослідження в найпівнічнішій Месопотамії, особливо в Тель-Хасуна та Ніневії, виявили наявність неолітичних пам'яток значних розмірів, але етнолінгвістичне походження людей, які там жили, залишається невизначеним.
Виникнення ассирійської цивілізації тісно пов'язане з містом Ашшур, засноване семітським племенем аккадського походження серед місцевого субарейського населення, початок якого сягає ІІІ тисячоліття до н.е. Процес асиміляції тривав століттями і довгий час неселення Ашшуру було лише семітським острівцем серед субарійців та хуритів. Навіть Ніневія була первісно хуритським містом. Тож говорячи про так званий староассирійський період слід розуміти, що фактично Ассирії як країни в той час ще не існувало, а було лише місто-держава Ашшур, з якого пізніше виросла Ассирія. Серед найдавніших знахідок з Ашшура, що датуються приблизно 2500 р. до н.е., є церемоніальні предмети зі святилища, пізніше пов'язаного з богинею Інанною (Іштар). Протягом другої половини ІІІ тисячоліття до н.е. Ашшуром правили, принаймні з перервами, могутні царства південної Месопотамії, спочатку держава Аккад (бл. 2350–2150 рр. до н.е.), а потім, у ХХІ ст. до н.е., Третя династія Ура.
Історію Ассирії традиційно поділяють на три історичні відрізки:
- староассирійський (XX—XVI століття до н. е.)
- середньоассирійський (XV—XI століття до н. е.)
- новоассирійський (X—VII століття до н. е.)

Часом ці відрізки називають царствами старо-, середньо- та новоассирійським відповідно, хоч цей термін щодо староассирійського періоду є завідомо невірним. Основою періодизації є не лінгвістичні дані щодо розвитку ассирійського діалекту аккадської мови.

## Староассирійський період
Ашшур став незалежним містом-державою на початку Староассирійського періоду (XX—XVIII ст. до н. е.), після падіння Третьої династії Уру. У цю епоху містом спільно керували збори міських старійшин та спадковий правитель, який використовував титули «князь» (rubā’um), «наглядач» (waklum) та «управитель Ашшура» (iššiak Aššur), але утримувався від називання себе «царем» (šarrum), титул, який належав виключно богу Ашшуру. Місто Ашшур було центром широкої торговельної мережі.
Торговці з Ашшура здобували олово зі сходу та текстиль з південної Месопотамії, перевозили ці товари до торговельних колоній в Анатолії, де ассирійці користувалися особливими привілеями, та обмінювали їх там на золото, срібло та інші товари. Договори між Ашшуром та різними територіями вздовж шляху регулювали такі питання, як тарифи, та гарантували мандрівним купцям певний захист. У цей час рабовласники Ассирії починають завоювання сусідніх земель.
Давньоассирійська династія місцевих спадкових правителів закінчилася, коли Шамші-Адад I, аморейський володар, завоював місто близько 1808 р. до н. е. Шамші-Адад І створив велику територіальну державу у верхній Месопотамії, якою він правив не з Ашшура, де натомість призначив свого сина Ішме-Дагана I намісником, а зі своєї новоствореної столиці Шубат-Енліль (Тель-Лейлан) у басейні річки Хабур. Проте він здійснив важливі будівельні проекти в Ашшурі, серед яких масштабна реконструкція храму бога Ашшура, якого новий правитель ототожнював із шумеро-вавилонським царем богів Енлілем. Шамші-Адад І також завоював інші міста у верхньому та середньому Тигрі, перш за все Ніневію, священне місто Інанни, яке раніше належало державі Нурругум.
Після смерті Шамші-Адада І його син Ішме-Даган І залишався при владі в Ашшурі, незважаючи на тиск з боку Хаммурапі з Вавилона, але після його смерті династія, заснована його батьком, незабаром припинила своє існування. Наступний короткий період внутрішніх чвар закінчився, коли до влади прийшла нова місцева династія, заснована певним Адасі. Якщо довіряти Ассирійському списку царів, вона правила Ассирією понад 1000 років. Політичні досягнення ранніх царів династії Адасі, які обіймали посади протягом «перехідного періоду» з XVII по XV ст. до н. е., здаються досить скромними. Торговельні колонії в Анатолії на той час були покинуті, і регіон навколо Ашшура дедалі більше потрапляв під вплив хурритського царства Міттані з центром у Сирії.
У XV ст. до н. е. цар Міттані Шауштатар розграбував Ашшур. Але правляча еліта Міттані почала потрапляти у внутрішні конфлікти, ситуацію, яку ассирійські царі з початку середньоассирійського періоду (XIV—XI ст. до н. е.) незабаром почали використовувати.
|  |  |  |

## Середньоассирійський період
Наприкінці XV ст. до н. е. Ассирія знову стає незалежною. На той час в Ассирії панувала патріархальна сім'я, в общинах посилювалась майнова диференціація, все більшого значення набувало рабство. Йшов процес уярмлення основної маси землеробів верхівкою суспільства. З Ашшур-убаллітом I (бл. 1363 – 1328 рр. до н.е.), першим ассирійським правителем, який використовував титул «цар», розпочався новий розділ в історії північної Месопотамії. Вперше місто-держава Ашшур перетворилося на територіальну державу, що включала такі міста, як Калху, Ніневія та Арбаїл, і була організована в провінції. Ассирійські царі почали брати під контроль сухопутну торгівлю та брати участь у дедалі масштабніших військових кампаніях, спрямованих на розширення ассирійської території. Новозавойовані регіони були розграбовані, а переможене населення депортоване. Адад-нірарі I (1305 – 1274 рр. до н.е.) та Салманасар I (1273 – 1244 рр. до н.е.) розгромили державу Міттані, встановивши ассирійське правління над значною частиною верхньої Сирії. Їхній наступник Тукульті-Нінурта I (1243 – 1207 рр. до н.е.) напав на Вавилонію та завоював її столицю, Вавилон. У наступні десятиліття Вавилонія відновила свою перевагу, неодноразово чинячи тиск на Ассирію, але за правління Тіглатпаласара I (1114 – 1076 рр. до н.е.) ассирійці, які прийняли вавилонську релігію, культуру та науку, але прагнули політичної гегемонії над Вавилонією, знову напали на своїх південних сусідів. Тіглатпаласар І також вів кампанії в Леванті дійшовши до Фінікії., і навіть єгипетські царі надсилали йому подарунки.
Ближче до кінця правління Тіглатпаласара І, на рубежі XII — XI ст. та протягом наступних 150 років Ассирія зазнала чергової невдачі. Після масштабного політичного краху, який ознаменував кінець пізньої бронзової доби, арамейські племена, що вийшли з Аравії, почали просуватися на схід і створювати невеликі держави у верхній Сирії. Вони витіснили ассирійців назад на їхню основну територію на Тигрі.
Виходячи із законів, що існували в той час, видно, що соціальне становище жінок в Ассирії було нижче, ніж у Вавилоні, Ізраїлі або серед хеттів. У разі подружньої зради дружини чоловікові було дозволено вбити або покалічити її. За межами свого будинку жінка змушена була дотримуватися багатьох обмежень, наприклад, носити вуаль. Кримінальні закони того часу, як правило, були більш серйозними в Ассирії, ніж в інших країнах Сходу. Смертна кара була не рідкість. У менш серйозних випадках присуджувався штраф і примусова праця після порки.

## Новоассирійський період

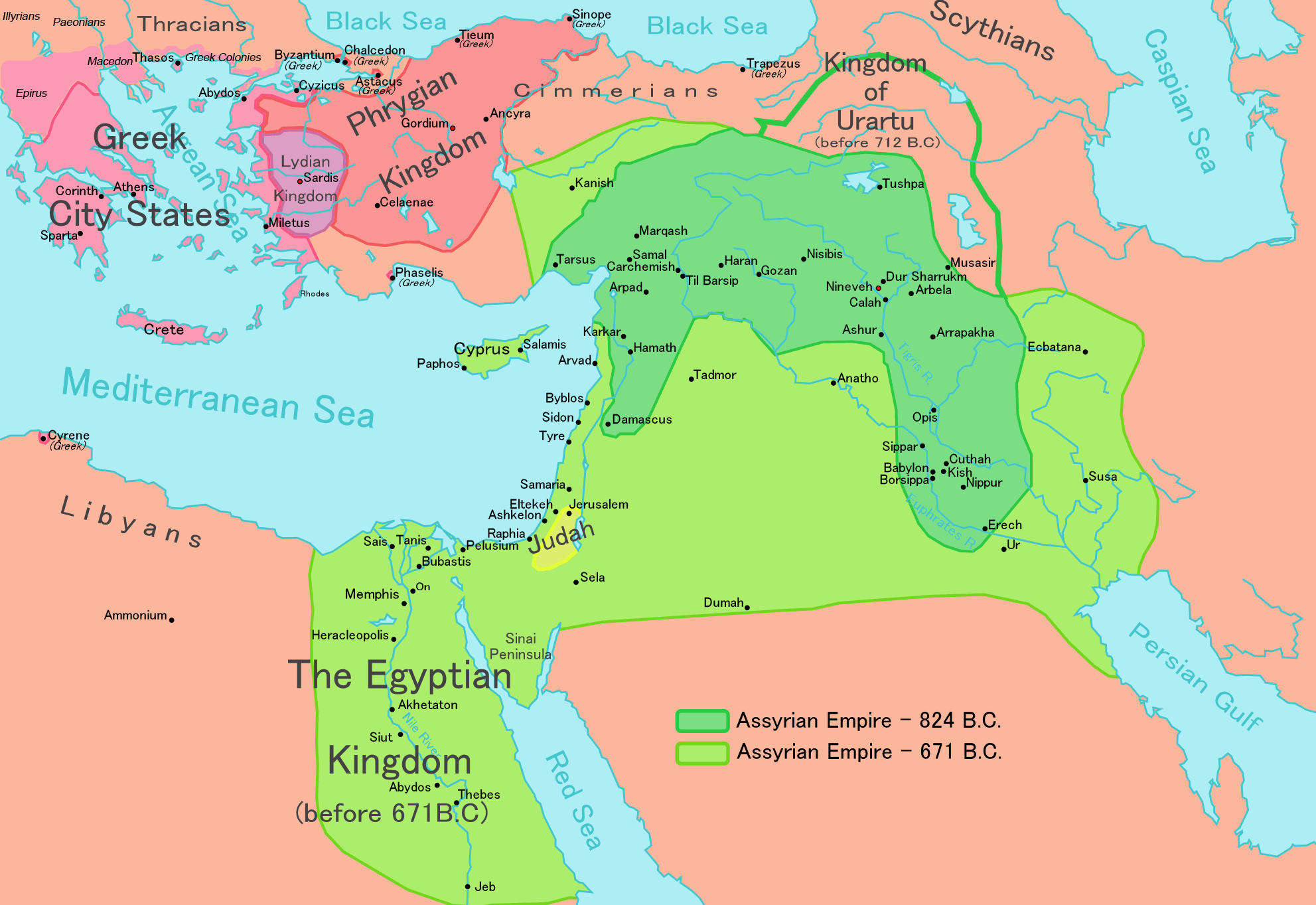
Ассирія в 9-7 ст.

Перші десятиліття Новоассирійського періоду (X – VII ст. до н. е.) призвели до значного ослаблення Ассирії. Але незабаром ассирійці почали відвойовувати втрачені території, процес, який успішно завершився за часів правління Ашшурназірапала II (883 – 859 рр. до н.е.) та його сина Салманасара ІІІ (858 – 824 рр. до н.е.). які успішно відвоювали Сирію та Фінікію. Величезні здобичі, накопичені його арміями, дозволили Ашшурнасірапалу ІІ перенести царську резиденцію до Німруду та розпочати масштабну будівельну програму в цьому місті. Місто Ашшур залишалося релігійним центром Ассирії, але втратило свій статус політичної та адміністративної столиці.
Протягом останніх років правління Салманасара ІІІ спалахнула війна за спадкоємність, яка паралізувала політичний центр Ассирії. Царі, які наслідували Салманасара, серед них Шамші-Адад V (чия дружина Шаммурамат стала взірцем класичної Семіраміди), втратили значну частину своєї влади на користь кількох генералів та намісників, які контролювали значну частину ассирійської території. Війни з північною державою-суперником Урарту загострили ситуацію.
Ассирія відновила свою силу зі сходженням на престол Тіглатпаласара ІІІ (744 – 727 рр. до н.е.), чиє правління знаменує собою початок перетворення Ассирії на імперію. Також він зміцнив військо, перевівши його на державне утримання, а розорених вільних землеробів наділив землею і зобов'язав виконувати військову повинність.Тіглатпаласар ІІІ завдав поразки деяким з наймогутніших держав Сирії та Леванту та, на відміну від своїх попередників, перетворив їх на добре організовані ассирійські провінції. Він також завоював та анексував місто Вавилон та витіснив урартів з Сирії. Також військо Ассирії зробило глибокий рейд у район Вірменського нагір'я, спустошило країну і мало не захопило столицю Урарту — Тушпу. Прагнучи знищити місцеву ідентичність та отримати контроль над великою робочою силою, Тіглатпаласар ІІІ депортував десятки тисяч людей і, роблячи це, докорінно змінив етнолінгвістичний ландшафт стародавнього Близького Сходу. Одним із наслідків цієї політики депортації стало те, що арамейська, а не ассирійська, стала домінуючою розмовною мовою в регіоні. Експансія Ассирії продовжилася за правління Салманасара V (726 – 722 рр. до н.е.) та Саргона ІІ Ассирійського (721 – 705 рр. до н. е.), які поклали край незалежній державі Ізраїльське царство і місту Дамаск. Під час правління Сіннаххеріба (704 – 681 рр. до н.е.) ассирійські армії напали на Єрусалим і зруйнували місто Вавилон, епіцентри різних антиассирійських повстань. Ніневія стала новою царською резиденцією Ассирії та місцем проведення величезної будівельної програми. Ассирійська могутність досягла свого піку за правління Асархаддона (680 – 669 рр. до н.е.), який змінив антивавилонську політику Сіннаххеріба, та його сина, чиє правління стало зенітом могутності Ассирії, Ашшурбаніпала (668 – 631 рр. до н.е.). Після завоювання Єгипту ці два царі правили імперією, яка простягалася від східних хребтів Загросу до Нілу. Ашшурбаніпал сприяв розвитку мистецтва та науки, зібравши колекцію з десятків тисяч глиняних табличок у Ніневії.
Протягом другої половини правління у 650-620-х рр. до н.е. Ашшурбаніпала ставало дедалі очевиднішим, що Ассирія перевантажила свої сили. Втрата Єгипту та тривалі війни з вавилонянами, еламітами та арабами підірвали гегемонію Ассирії. Кінець імперії та ассирійської державності настав наприкінці VII ст. до н.е., коли новий вавилонський цар Набопаласар та його мідійські союзники почали атакувати Ассирію. Вавилонія, яка 626 до н. е. відокремилась від Ассирії, об'єднавши сили з Мідією, завдала Ассирії нищівних ударів. У 612 р. до н.е. вони перемогли ассирійського царя Сін-шар-ішкуна в Ніневії та зруйнували місто. Щоб не бути взятим у полон, Сін-шар-ішкун підпалив свій палац й кинувся у вогонь. Останній ассирійський цар Ашшур-убалліт II, який намагався організувати ассирійський опір у місті Харран, був переможений у 609 р. до н.е.. Завойована Ассирія Мідією та Вавилонією була приєднана до Нововавилонської держави. Вже у 605 до н. е. Ассирія перестала існувати, основні міста було зруйновано.
Довговічність Ассирії залежала від її здатності неодноразово перебудовуватися, щоб відповідати різноманітним історичним змінам. З міста-держави, що займалася торгівлею на великі відстані, вона перетворилася спочатку на територіальну державу, а згодом на велику імперію. Пізньоассирійська держава не змогла створити серед підкореного нею народу достатнього ступеня лояльності, і тому розпалася протягом кількох років. Але царства, що прийшли на її місце, наслідували її політичні та адміністративні структури, а вавилонські вчені, автори єврейської Біблії, грецькі та римські історики пам'ятали Ассирію як першу справжню імперію в історії.

## Столиці

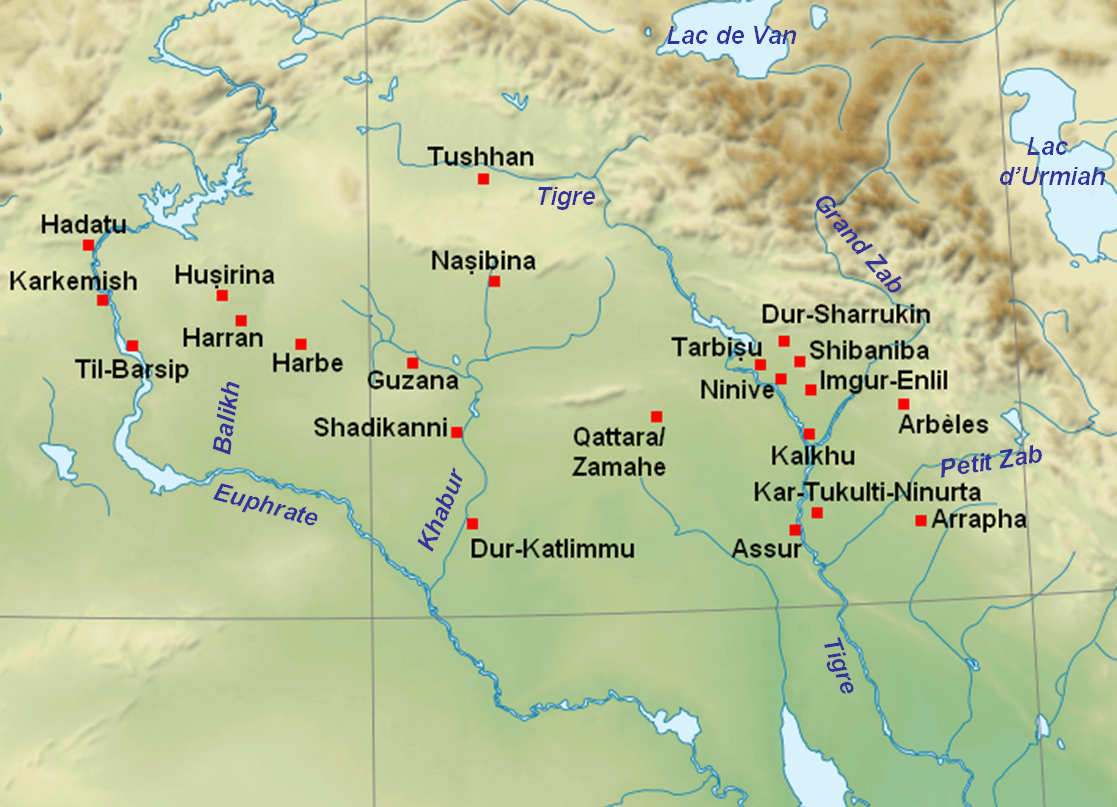
Столиці та найбільші міста Ассирії

Столицями були Ашшур (з початку утворення держави). Перша передача адміністративної влади з Ашшура відбулася за часів Тукульті-Нінурти I, який близько 1233 року до н. е. заснував Кар-Тукульті-Нінурту. Місто не залишалося столицею після смерті Тукульті-Нінурти I, а наступні царі знову правили з Ашшура. 

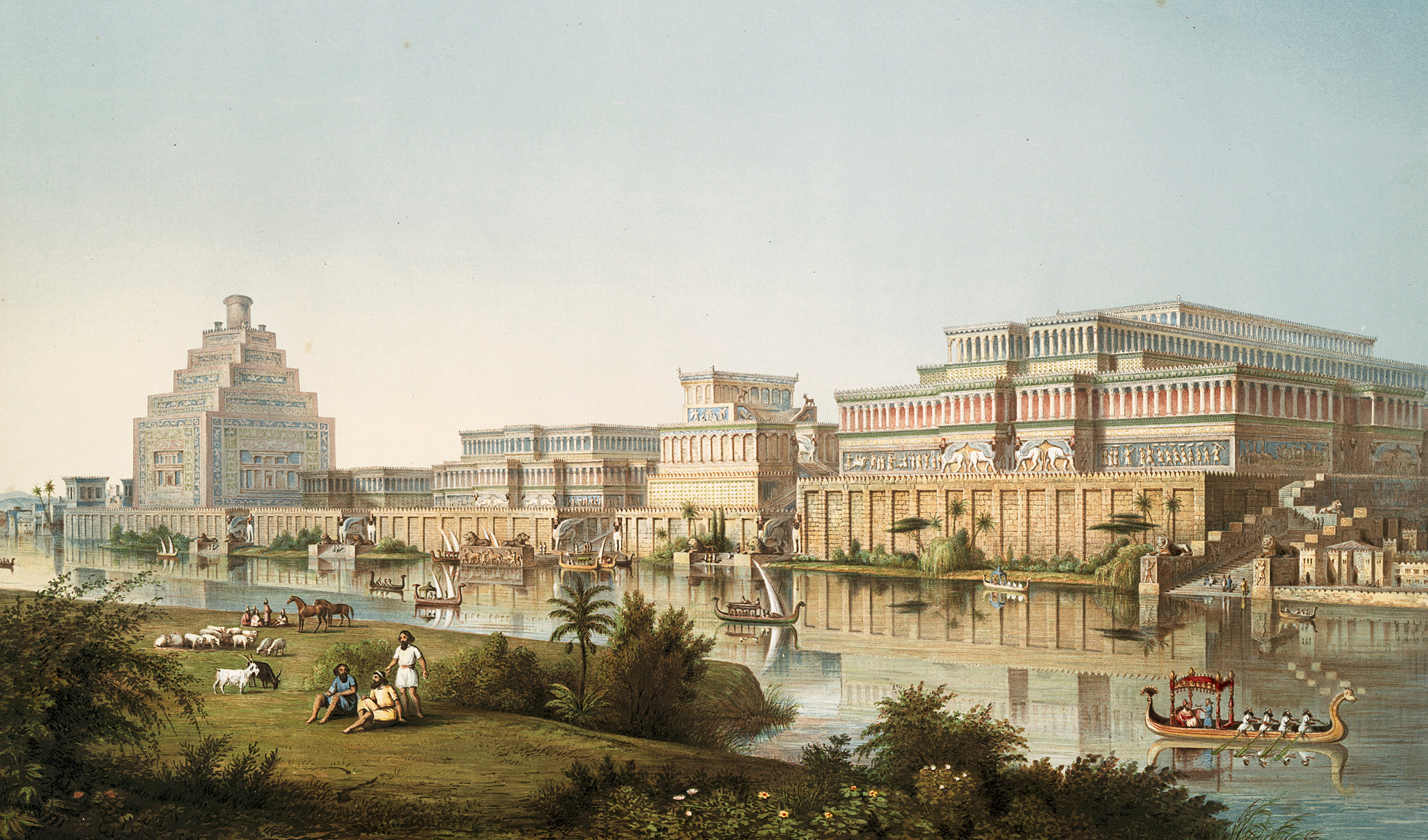
Ніневія (реконструкція)

Ашшурнасірпал II у 879 році до н. е. переніс столицю до Німруду (чисельність була 63 тис. осіб). У 706 році до н. е. Саргон II переніс столицю до міста Дур-Шаррукін, яке він проєктував особисто. Його син Сеннаххеріб у 705 році до н.е. переніс столицю до Ніневії (75 тис. осіб). Ашшур-убалліт II обрав Харран своїм центром влади після падіння Ніневії у 612 році до н. е. Харран зазвичай вважається недовговічною останньою ассирійською столицею.

## Населення
У староассирійський період населення переважно було субарійцями та хуритами (з середини III тис. до н. е.), невеличкий відсоток становили аккадці (переважно у містах Ніневія та Ашшур). Також припускають, що залишалося протоєвфратське населення. Амореї протягом II тисячоліття до н. е. стали основним населенням Ассирії, асимілювавши попереднє населення.

## Устрій

### Володарі

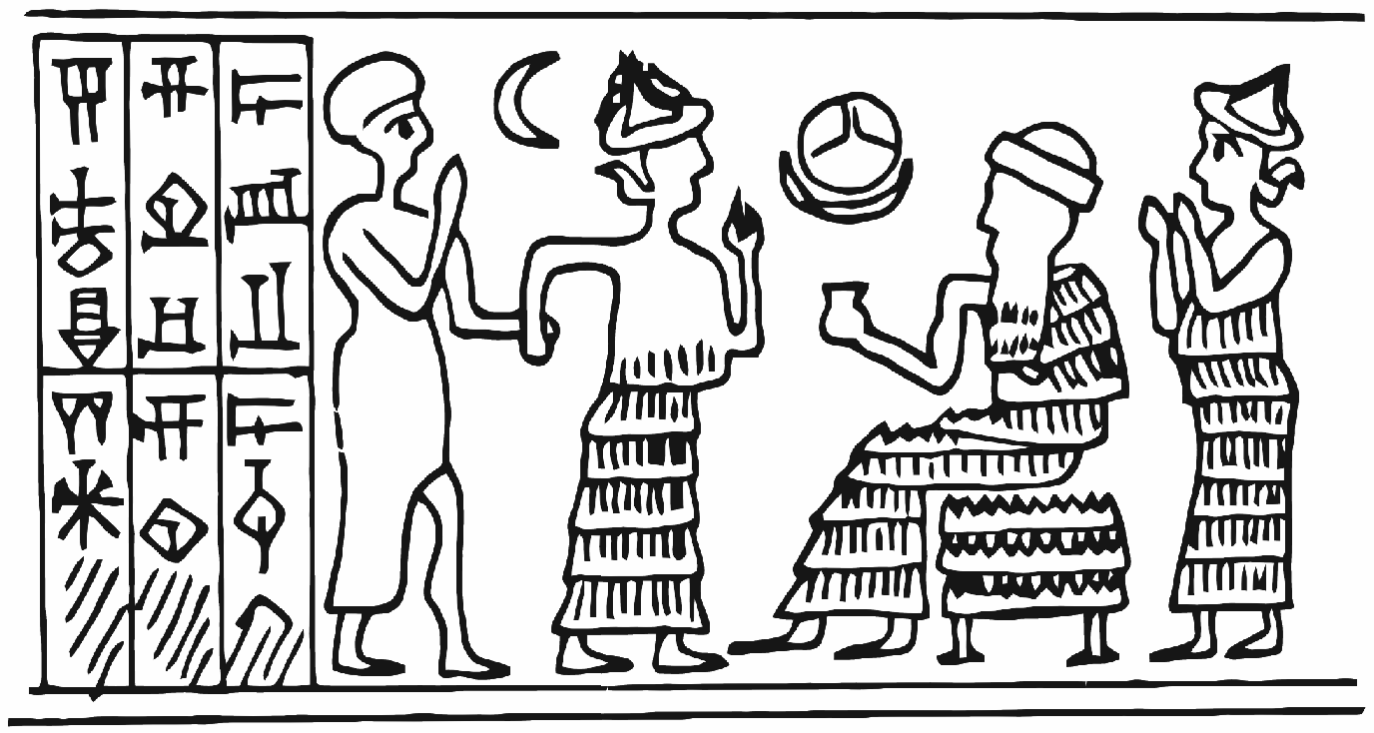
Лінійний малюнок царської печатки староассирійського царя Ерішума I, який правив приблизно 1974–1934 роках до н. е. Вважається, що правитель, що сидить, уособлює бога Ашшура, а Ерішум — це лиса фігура, яку ведуть до нього

У ранньоассирійський час (початок староассирійського періоду) зберигалися ознаки військової демократії. В цей час правитель носив титул «князь» (рубаум), «наглядач» (ваклум) та «управитель» (ішшіаккум). Його влада правителя була не повною. Ішшіаккум був також верховним жерцем (шангу) та військовим вождем. Також він майже виключно займався справами релігійного культу та пов'язаним із ним будівництвом. Зазвичай він обіймав посаду укуллу (верховного землевпорядника) і голови ради старійшин. Ця рада, звана «будинком міста», мала в Ашшурі значний вплив, у його віданні було вирішення найважливіших державних справ. 
Члени ради старійшин іменувалися лімму. Кожен із них по черзі виконував протягом року функції управління (під контролем усієї ради) і, очолював скарбницю. На ім'я чергового лімму отримував своє найменування рік. Спочатку багато з них належали до купців чи олігархії. Але поступово склад ради дедалі більше заміщатися людьми, близькими до ішшіаккуму. З посиленням влади останнього значення органів общинного самоврядування занепадало. Хоча порядок висування лімму зберігся і згодом, коли ішшіаккум перетворився на справжнього монарха.
З часу встановлення аморейської династії (XVIII ст. до н.е.) влада ішшіакуму значно розширюється. Шамші-Адад I першим прийняв титул шаррум (цар) і «цар Всесвіту». Хоча титул ішшіакум продовжував використовуватися, з часом середньоассирійські царі стали автократами. Тепер «слово царя» (абат шаррі) має перевагу над усіма іншими рішеннями.
Поступово зароджується традиція надавати імена ассирійським царям у вигляді магічної формули (заклинання, короткої молитви, клятви) аккадською мовою, вона обов'язково включала ім'я одного з божеств, до цього імена були зазвичай односкладовими і представляли прізвиська. За Шамші-Адада I ассирійці також складали клятви царем, а не лише богом. Ця практика не збереглася після його смерті. Вплив міських зборів зник на початку середньоассирійського періоду.  Зі зростанням Ассирійської держави царі почали використовувати дедалі складніший набір титулів. Ашшур-убалліт I першим прийняв титули шар мат Ашшур («цар землі Ашшур») і «великий цар» (шарру рабу), а його онук Арік-ден-ілі (бл. 1317–1306 до н. е.) запровадив стиль шарру данну («сильний цар»). Написи Адад-нірарі I вимагали 32 рядків, присвячених лише його титулам. Цей розвиток досяг піку за часів Тукульті-Нінурти I, який прийняв титули: «цар Ассирії та Кардуніаша», «цар Шумеру та Аккаду», «цар Верхнього та Нижнього морів» (або «цар чотирьох регіонів світу» — шар кібрат ербетті) та «цар усіх народів» (шар кішшаті). У середньоассирійські період піддані та васальні царі складали присягу царю ассирії (маміту), у новоассирійський період вона називалася аде.
Царі середнього та новоассирійського періодів продовжували представляти себе як посередників між богом Ашшуром та усіма підданими держави. е становище та роль використовувалися для виправдання імперської експансії: ассирійці розглядали свою імперію як частину світу, якою наглядав та керував Ашшур через царів. Від царів очікувалося забезпечення добробуту та процвітання Ассирії та її народу, про що свідчать численні написи, в яких царів називають «пастирями» (реу).
У новоассирійський період царі отримала необмежену владу: політичну, військову, судову, релігійну. З часів Ашшур-реш-іші I релігійні та культові обов'язки царя дещо відійшли на другий план, хоча вони все ще чітко згадувалися в розповідях про будівництво та відновлення храмів.

#### Цариці
Ассирійські царі практикували полігінію. Його дружинами були доньки царів рівного рангу (коли такі були) або васали, доньки ассирійської знаті. Вони мали власні житлові приміщення, зарезервовані для їхнього власного користування, доступ до яких контролювався, що засвідчено в різних ассирійських палацах, які можна охарактеризувати як «гареми» через їхню численні подібності з цими установами, відомими з пізніших періодів.
Царський гарем займав значну частину приватного сектору королівських палаців. Він регулювався набором принципів, складених за часів Тіглатпаласара I, які називалися «гаремними едиктами», що насправді стосувалися кількох аспектів палацового життя. Дружини ранжувалися ієрархічно. Першими в черзі були цариця-мати та «царські дружини» (ашшат шаррі), серед яких у царя була фаворитка, яка часто була матір'ю спадкоємця престолу. Далі йшли дружини або наложниці, які займали другорядний ранг, спочатку ті, кого називали «дамами палацу» (сінншаті ша екаллі), потім група слуг. 

### Управління

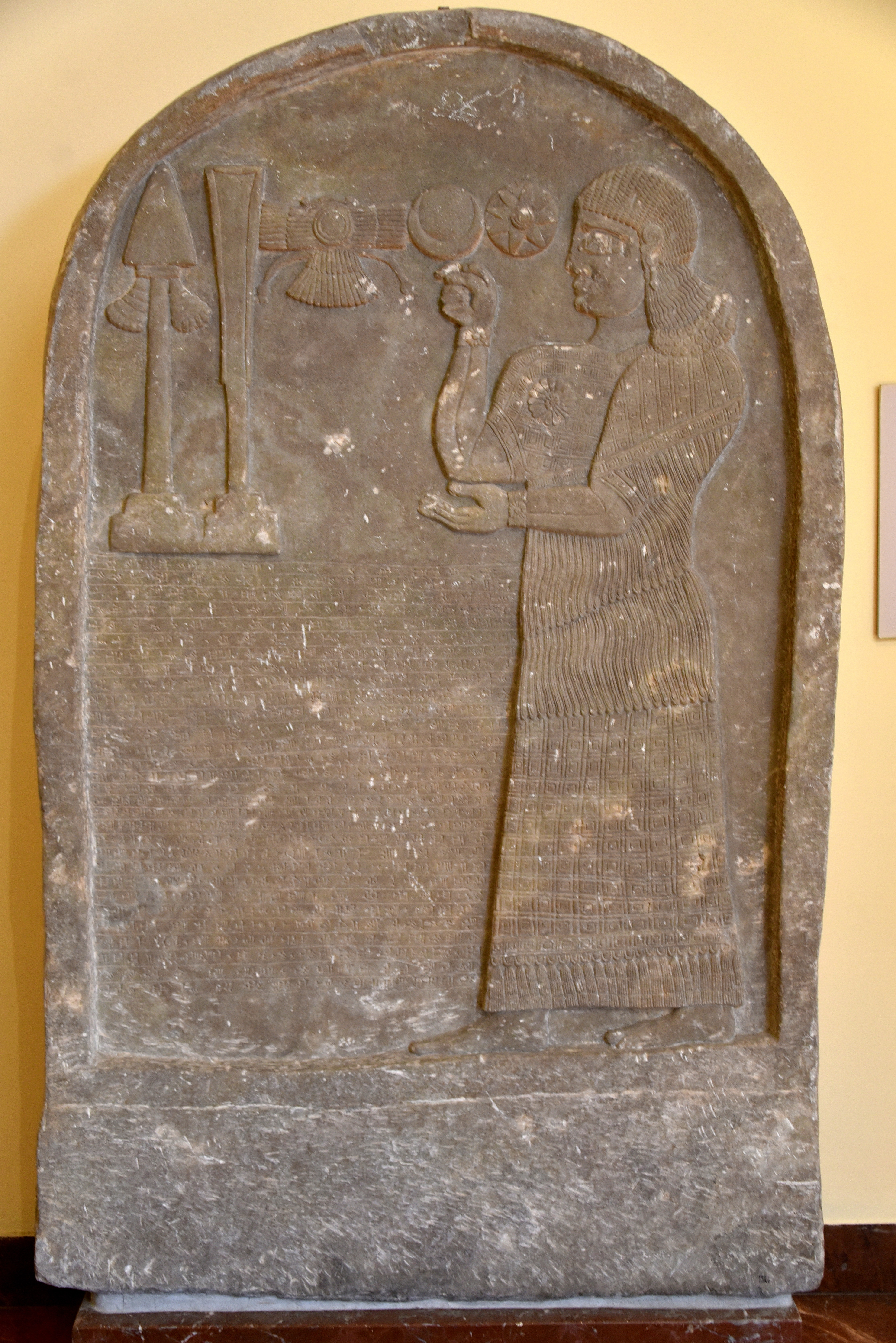
Стела Бел-харран-белі-усура, нагір екаллі часів царя Салманасара IV

Сучасні вчені зазвичай поділяють новоассирійських сановників на «магнатів» – групу високопосадовців, та «вчених» (уммані), яким було доручено консультувати та направляти царів через тлумачення прикмет. До вищих посад відносилися масенну або абараку (скарбник), нагір екаллі (палацовий герольд), раб шаке (головний чашник), раб ша-реші (головний євнух), сартинну (головний суддя), суккаллу (візир) та туртану (головнокомандувач), які часом продовжували обіймати члени царської родини. Однією з найвпливовіших посад в ассирійській адміністрації була посада суккаллу (візиря). З часів Шульману-ашареда I існували великі візири (суккаллу рабіу), вищі за звичайних візирів, які часом керували своїми землями як призначенці царів. Принаймні в середньоассирійський період великі візири зазвичай були членами царської родини, і ця посада в той час, як і багато інших посад, була спадковою.
Деякі «магнати» обіймали посади намісників важливих провінцій (пахуту), і всі вони були тісно пов'язані з ассирійською армією, контролюючи значні сили. Вони володіли великими неоподатковуваними маєтками, розкиданими по всій імперії.
У пізньому новоассирійському періоді зростав розрив між традиційною ассирійською елітою та царями через безпрецедентно зростаючу могутність євнухів. Найвищі посади як у цивільній адміністрації, так і в армії почали обіймати євнухи з навмисно незрозумілим та низьким походженням, оскільки це гарантувало їхню вірність цареві. Євнухам довіряли, оскільки вважалося, що вони не здатні мати власних династичних прагнень.
За панування Шульману-ашареда III було розробилено складну систему державного зв'язку, внаслідок чого офіційне повідомлення, надіслане із західної прикордонної провінції Куве до ассирійської столиці, на відстань 700 км через ділянку земель з багатьма річками без будь-яких мостів, могло йти менше ніж за п'ять днів. Така швидкість зв'язку була безпрецедентною на той час та не була перевершена на Близькому Сході до 1865 року, коли Османська імперія не запровадила телеграф. 
Ця система використовувала мулів завдяки витривалості, невибагливості, вмінню плавати. При цьому Ассирія була першою цивілізацією, яка використовувала мулів для цієї мети. Система естафет (калліу) була ассирійським нововведенням і дозволяла набагато швидше передавати повідомлення. Тварин і вершників змінювали на кожній зупинці, не чекаючи, поки попередні відпочинуть, повідомлення доставлялися набагато швидше..

### Адміністративний поділ

Адміністративний поділ Новоассирійської імперії за царя Ашшурбаніпала

З початку середньоассирійського періоду територія Ассирії була поділена на провінції (пахуту). Загальна кількість та розмір пахуту змінювалися внаслідок розширення та скорочення Ассирії. Кожну провінцію очолював намісник (бел-пахете або бел-піхаті, пізніше шакну), який відповідав за місцевий порядок, громадську безпеку та економіку.
Намісники зберігали та розподіляли крам, вироблені в їхній провінції, які щорічно перевірялися та збиралися царськими представниками (кепу). Завдяки цим інспекціям центральний уряд міг відстежувати поточні запаси та виробництво по всій країні. Намісники повинні були сплачувати як податки, так і приносити дарунки богу Ашшуру, хоча такі дарунки зазвичай були невеликими та переважно символічними. Спрямування податків та подарунків було методом збору прибутку та служило для зв'язку еліти всієї імперії з центром Ассирії.
У новоассирійський період засвідчена розгалужена ієрархія в провінційній адміністрації. На нижчому рівні цієї ієрархії знаходилися нижчі посадовці, такі як сільські управителі (раб алані), які контролювали одне або кілька сіл, збираючи податки у вигляді праці та товарів та інформуючи адміністрацію про стан своїх поселень, та службовці панщини (ша бет-кудіні), які вели облік праці, виконаної підневільними робітниками, та решти заборгованості. Окремі міста мали власні адміністрації на чолі з хазіуану, відповідальними за місцеве господарство та виробництво. Селами керували раб алані.
Васальні держави могли керуватися опосередковано, дозволяючи встановленим місцевим царям продовжувати панувати в обмін на данину або через призначення ассирійськими царями власних васальних правителів.

## Суспільство
Староассирійське суспільство поділялося на дві основні групи: раби (субрум) та вільних (авілум — «люди» або думу Ашшур («сини Ашшура»). Серед вільних громадян також існував поділ на рабі («великих») та сахер («малих») членів міських зборів. Селяни становили більшість населення. 
Ассирійське суспільство з часом ставало складнішим та ієрархічнішим. На вершині середньоассирійського і новоассирійського суспільств перебували царі та члени їх родин. далі йшли члени давніх і великих родин, які називалися «домами» (бету). Члени цієї аристократії, як правило, обіймали найважливіші посади в уряді, вони, ймовірно, були нащадками аристократчиних родин давньоассирійського періоду.
Завдяки системі ілку ассирійські царі також могли надавати орні землі окремим особам в обмін на товари та військову службу.
Серед нижчих класів існувало кілька груп, найвищою з яких були вільні люди (аїлу), які, як і вищі класи, могли отримувати землю в обмін на виконання обов'язків для уряду, але не могли жити на цих землях. 
Нижче вільних людей були невільні люди (шілухлу̮). Невільні люди відмовилися від своєї свободи та пішли на службу до інших за власним бажанням, і їм надавали одяг та пайки. Багато з них, ймовірно, походили з-поміж іноземців. Невільна людина могла повернути собі свободу, надавши заміну. Під час служби вони вважалися власністю уряду, а не своїх роботодавців. Інші нижчі класи середньоассирійського періоду включали алаю («мешканців села»), алік ілке (людей, набраних через систему ілку) та хупшу (соціального становище невідоме).
Існувало два основних типи рабів: раби-матеріали (переважно іноземці, яких викрадали або які були військовою здобиччю), та боргові раби (колишні вільні чоловіки та жінки, які не могли сплатити свої борги). У деяких випадках ассирійських дітей вилучала влада через борги їхніх батьків і продавала в рабство, коли їхні батьки не могли сплатити. Діти, народжені від рабинь, автоматично самі ставали рабами, якщо не було домовлено про інше. 
Середньоассирійська структура суспільства загалом збереглася протягом новоассирійського. Завдяки постійній службі ассирійській державній бюрократії родина могла просунутися соціальними щаблями. У деяких випадках видатна робота, виконана однією особою, підвищувала статус її родини на покоління вперед. У багатьох випадках ассирійські родинні групи утворювали великі групи населення, що мешкали разом у селах та інших поселеннях поблизу або прилеглих до їхніх сільськогосподарських угідь.

### Шлюбні відносини
У староассирійський період не існувало юридичної різниці між чоловіками та жінками, і вони мали більш-менш однакові права в суспільстві. Оскільки з староассирійського періоду відомо кілька листів, написаних жінками, очевидно, що жінки могли вільно навчатися читати та писати. Як чоловіки, так і жінки сплачували однакові штрафи, могли успадковувати майно, брати участь у торгівлі, купувати, володіти та продавати будинки та рабів, складати власні заповіти та мали право розлучатися зі своїми партнерами.
Записи про староассирійські шлюби підтверджують, що посаг нареченої належав їй, а не чоловікові, і його успадковували її діти після її смерті. Хоча вони були рівними юридично, чоловіків та жінок у староассирійський період виховували та соціалізували по-різному та мали різні соціальні очікування та зобов'язання. Як правило, дівчат виховували їхні матері, навчали прясти, ткати та допомагати у виконанні щоденних завдань. Хлопчиків навчали ремесел майстри, пізніше вони часто йшли за своїми батьками в торговельні експедиції. Іноді старшу доньку посвячували в жриці. Їй не дозволялося виходити заміж, але вона ставала економічно незалежною.
Від дружин очікувалося, що вони забезпечуватимуть своїх чоловіків одягом та їжею. Шлюби зазвичай були моногамними, чоловікам дозволялося купувати рабиню, щоб народити спадкоємця, якщо його дружина була безплідною. Дружині дозволялося вибрати цю рабиню, і рабиня ніколи не отримувала статусу другої дружини. Чоловікам, які були у далеких торговельних подорожах, дозволялося взяти другу дружину в одній із торговельних колоній, хоча й із суворими правилами, яких необхідно було дотримуватися: другій дружині не дозволялося супроводжувати його назад до Ашшура, і обом дружинам потрібно було забезпечити житлом, їжею та дровами.
Статус жінок знизився в середньоассирійський період. Серед цих законів були покарання за різні злочини, часто сексуальні або шлюбні. Середньоассирійські закони фактично робили жінок громадянами другого сорту. Ці закони давали чоловікам право карати своїх дружин на свій розсуд. Серед найсуворіших покарань, прописаних у цих законах за злочин, який навіть жінка не скоювала. Так, зґвалтовану жінку насильно видавали заміж за її ґвалтівника. Ці закони також визначали, що певні жінки були зобов'язані носити вуалі на вулиці, причому сімейний стан був визначальним фактором. Деяким жінкам, таким як рабині та харимту (повії або жінки, що вели незалежне життя), було заборонено носити вуалі, а іншим, таким як деякі жриці, дозволялося носити вуалі лише заміжнім. Жінкам, чиї чоловіки померли або були взяті в полон на війні, і які не мали синів чи родичів, які могли б їх утримувати, гарантувалася підтримка з боку уряду. 

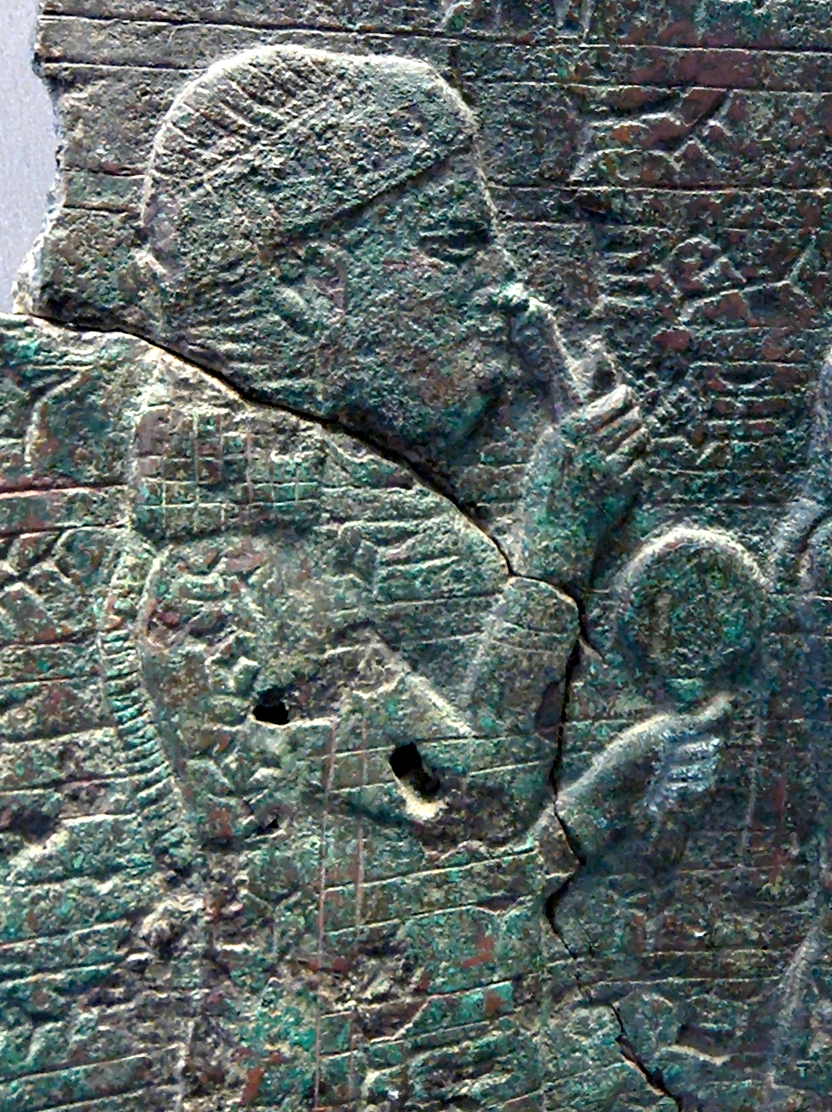
Цариця Накія

У новоассирійський період жінки царської та вищого соціального стану набувають більше фактичних прав. Вони надсилали та отримували листи, були багатими та могли купувати та володіти власними землями. Цариці краще засвідчені історично, ніж цариці попередніх періодів культури. За династії Саргонідів їм були надані власні військові підрозділи. Іноді відомо, що вони брали участь у військових кампаніях разом з іншими підрозділами. Серед найвпливовіших жінок неоассирійського періоду була Шаммурамат, дружина Шамші-Адада V, яка за правління свого сина Адад-нірарі III могла бути регенткою та брати участь у військових кампаніях. Інша — Накія, яка впливала на політику за правління Сін-аххе-еріби, Асархаддона та Ашшурбаніпала.

## Право
Середньоассирійські закони датуються до XIV століття до н.е., їх збереглося близько 100 з міста Ашшур. «Гаремні едикти», придворні норми ассирійських царів від Ашшур-убаліта І (бл. 1360 до н.е.) до Тукульті-апал-Ешарри I (бл. 1076 до н.е.), стосуються придворного етикету та строгих покарань за його порушення (бичування, каліцтва, смертна кара). Зберігся «Кодекс Ашшура» (Code of the Assura, бл. 1075 до н.е.).

## Військо

Ассирійський списоносець

У староассирійський і середньоассирійські періоди військо складалося з воїнів, які мали земельні наділи. Завдяки правилам, зобов'язанням та складним державним системам, велику кількість солдатів можна було набирати та мобілізувати вже на початку середньоассирійського періоду. Деякі професійні, хоча й не регулярні, війська також засвідчені в середньоассирійський період — хураду або сабу хурадату, хоча їхня роль незрозуміла через брак джерел. Можливо, до цієї категорії входили лучники та колісничі, які потребували більш глибокої підготовки, ніж звичайні піхотинці. У середньоассирійський період піхота поділялася на сабу ша какке («озброєні війська») та сабу ша арâте («щитоносні війська»). Можливо, що сабу-ша-какке включали війська дальнього бою, такі як пращники (сабу ша успе) та лучники (сабу ша калте). У середньоассирійський період кіннота використовувалася переважно для супроводу або доставки повідомлень.
Також додавалися війська залежних держав, племінні ополчення. Важливу частину ассирійського війська становили бойові колісниці, які почали використовувати близько 1100 до н. е. за правління Тіглатпаласара I У них були запряжені два-чотири коні, а до кузова прикріплювався сагайдак зі стрілами. Екіпаж її складався з двох воїнів — лучника (мāру дамку) та візника (ша мугерре), озброєного списом та щитом. Іноді екіпаж посилювався двома щитоносцями, які прикривали лучника та візника. Бойові колісниці застосовувалися на рівній місцевості та були надійним засобом для дій проти нерегулярних військ.
У середньоассирійський період командування здійснювали цар, суккаллу рабіу, нагір екаллі та туртану, частіше бойовими діями керував сукаллу, заступником якого був туртану. 
Під час правління Тіглатпаласара III відбулася військова реформа. З цього часу основа армії складалася з хліборобів, що збідніли, озброєних за рахунок держави. Так виникло постійне військо, що мало назву «царський загін», до якого включалися і полонені вояки. Також був спеціальний загін, що охороняв царя. 
Основним військом вважався кісір шаррі, що поділявся на 50 вояків, які поділялися на десятки. Декілька кісірів складали емуку, а 1000 вояків — кішру. Піхота ділилася на важку та легку. 
Було впроваджено однакове озброєння. Піхотинці (зук, зукку або раксюте) застосовували луки з металевими наконечниками на стрілах, пращі, короткий спис із бронзовим наконечником, мечі, кинджали, залізні палиці. Удосконалено було й захисне озброєння: шолом мав підвіску, що прикривала потилицю та бічні частини голови; воїни, які вели облогові роботи, були одягнені в суцільні довгі панцирі, виготовлені з волокна, обшитого довгастими бронзовими пластинками. Щити ассирійських воїнів були різноманітні як за формою і матеріалом, так і за призначенням - від легких круглих і чотирикутних до високих прямокутних з навісом, що захищав зверху воїна. Вояк мав при собі бронзову кирку на довгій дерев'яній рукоятці, яка застосовувалася при прокладанні доріг, облаштуванні оборонних споруд, руйнуванні завойованих фортець, які зазвичай знищувалися дощенту, а також залізну сокиру. Запаси зброї та спорядження зберігалися у царських арсеналах.
Тяжка піхота була озброєна списами, мечами і мала захисне озброєння — панцирі, шоломи та великі щити. Легка піхота складалася з лучників та пращників. Бойову одиницю зазвичай становили два воїни: лучник і щитоносець. Поряд з цим були і бойові одиниці, що складалися тільки з важкоозброєних воїнів.
Ассирійська піхота діяла в зімкнутому строю лучників, які ведуть бій під прикриттям важких піхотинців зі щитами. Піхотинці метали в ворога стріли, дротики та каміння. 
У новоассирійському війську з'явилися зачатки абсолютно нових родів військ — кінноти (ша петхалле), що все більше замінювала колісниці, та «інженерних» військ. Вершники у великій кількості вперше з'явилися в ассирійському війську в ІХ ст. до н. е. Спочатку вершник сидів на неосідланому коні, а потім було винайдено високе сідло без стремен. Вершники вели бій парами: один був озброєний луком, інший списом та щитом. На озброєнні вершників іноді були мечі та булави.
На виконання різноманітних землекопних, дорожніх, мостових та інших робіт ассирійське військо мало спеціальні загони, які започаткували розвитку інженерних військ. На озброєнні війська були тарани та катапульти для руйнування фортечних стін, облогові вежі та штурмові сходи, а також переправні засоби — бурдюки (ними переправлялися через річки окремі воїни, їх влаштовували плоти і плавучі мости).
Існувала військова розвідка, що являлася один з найбільш відповідальним відомством. Її зазвичай очолював спадкоємець престолу. Під час походу ассирійська армія активно використовувала як перекладачів (таргуманну), так і провідників (раді кібсі), який, ймовірно, набирали з іноземців, переселених до Ассирії.
Фінікійські майстри будували для Ассирії бойові судна на кшталт галер із гострим носом для завдання таранного удару судам противника. Веслярі в них розташовувалися у два яруси. Судна будувалися на Тигрі та Євфраті і спускалися до Перської затоки.

## Економіка

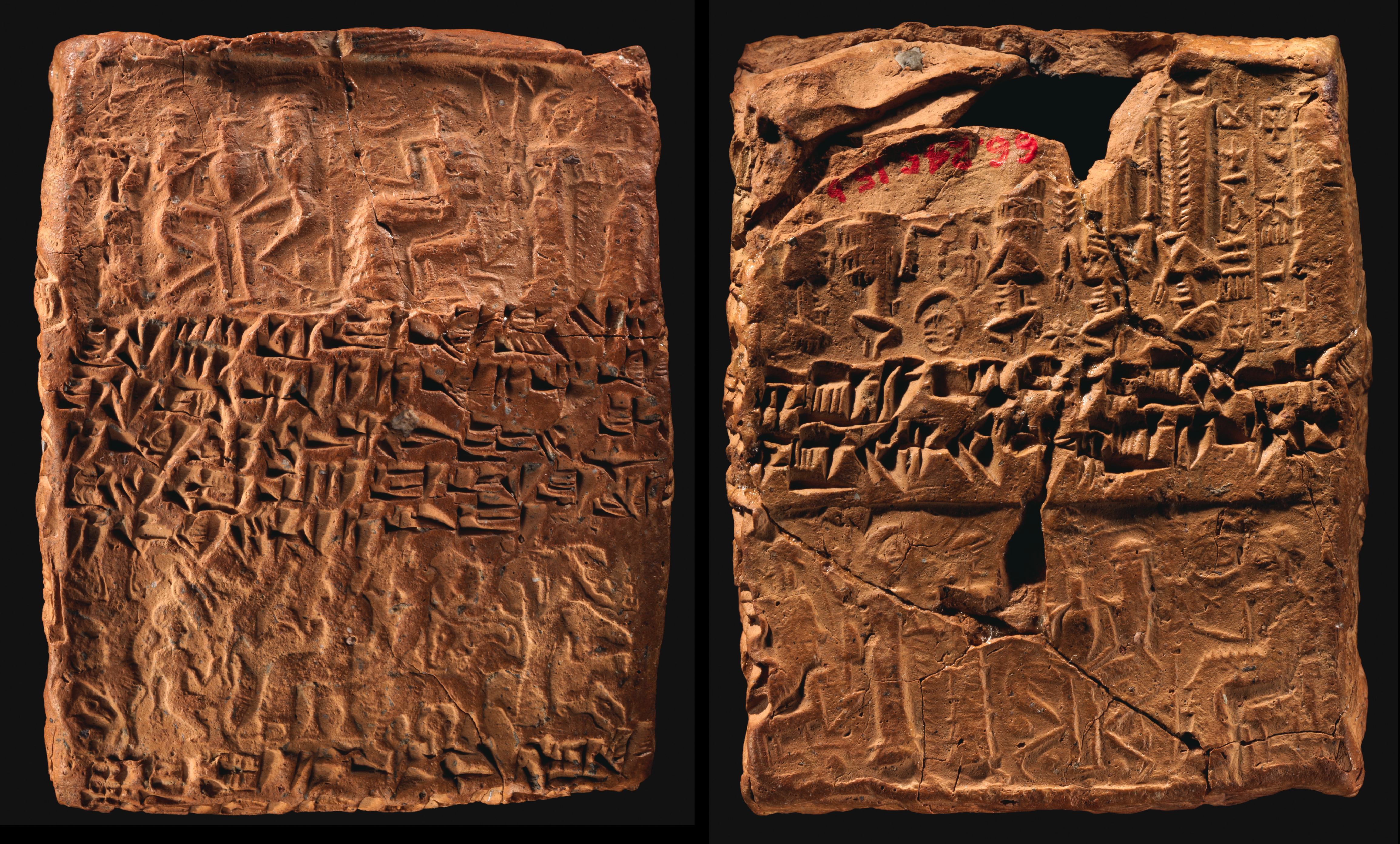
Староассирійська клинописна табличка з Кюльтепе, на якій зафіксовано повернення позики, з чотирма різними циліндричними печатками

У староассирійський період значна частина населення Ашшура була залучена до міжнародної транзитної торгівлі, що було пов'язано з тим, що ще за часів Аккадської імперії мітсо Ашшур був одним з посередницьких центрів аккадців. У торгівлі брали участь люди різних професій, включаючи носіїв, провідників, погоничів віслюків, агентів, торговців, пекарів та банкірів. Через Ашшур до Малої Азії йшли олово з Загросу і текстильні вироби з Аккаду, а назворот — срібло. Безпосередньо ассирійці продавали власні худобу, оброблені товари та вироби з очерету. Були розвинені ремесла, пов'язаними з виготовленням зброї, обробкою шкір. Землеробство було меньш розвинене за скотарство.
У середньоассирійський період набуло значного розвитку землеробство. Врожайність зернових полів можна оцінити за даними середньоассирійських табличок, періоду, який, здається, характеризувався більш посушливим кліматом і, отже, ймовірно, загалом низькою врожайністю сільськогосподарських культур. У Немад-Іштар, у посушливій сільськогосподарській зоні, врожайність становить від 1/9 до 1/7,3, тоді як у зрошуваному сільськогосподарському регіоні Телль-Сабі-Аб'яд середня врожайність становить 1/7,35, а в Дур-Катлімму — 1/3 (але відзначаються коливання від 1/1 до 1/9 залежно від полів). Застосовувався насіннєвий плуг (епінну), запряжений волами, мотика та серп. 
Після занепаду міжнародної торгівлі у XIX столітті до н.е., економіка дедалі більше орієнтувалася на державу. Починає розвиватися землеробство, але було більш екстенсивним і тому менш продуктивним. Вирощували переважно овець та кіз, а також велику рогату худобу, віслюків , свійських птахів та іноді свиней. Кочові племена спеціалізувалися на вівчарстві та кізівництві. 
У новоассирійський період селяни вмрощували городину, але в невеликих кількостях: крес-салат, кунжут, різні бобові, цибуля та спеції (коріандр, кмин тощо). Починає активно розвиватися виноградарство та садівництво. Відомі великі виноградники, що налічували від 4500 до 29 000 лоз. Вино було продуктом розкоші, високо цінуваним в ассирійських столицях, де воно було одним із продуктів, що розповсюджувалися серед сановників царським палацом.
Землеробство розвивається завдяки розширенню земельних угідь та зрошенню. До Ассирії з Аравії було завезено одногорбого верблюда, що дозволило відкрити шляхи через пустельні райони.
Було побудувано систему шляхів, що з'єднувала всі частини імперії. Ці дороги (хул шаррі), можливо, розвинулися з військових доріг, що використовувалися для походів. Вони постійно розширювалися, найбільше розширення відбулося між правлінням Шульману-ашареда III та Тіглатпаласара III.[9]

## Релігія

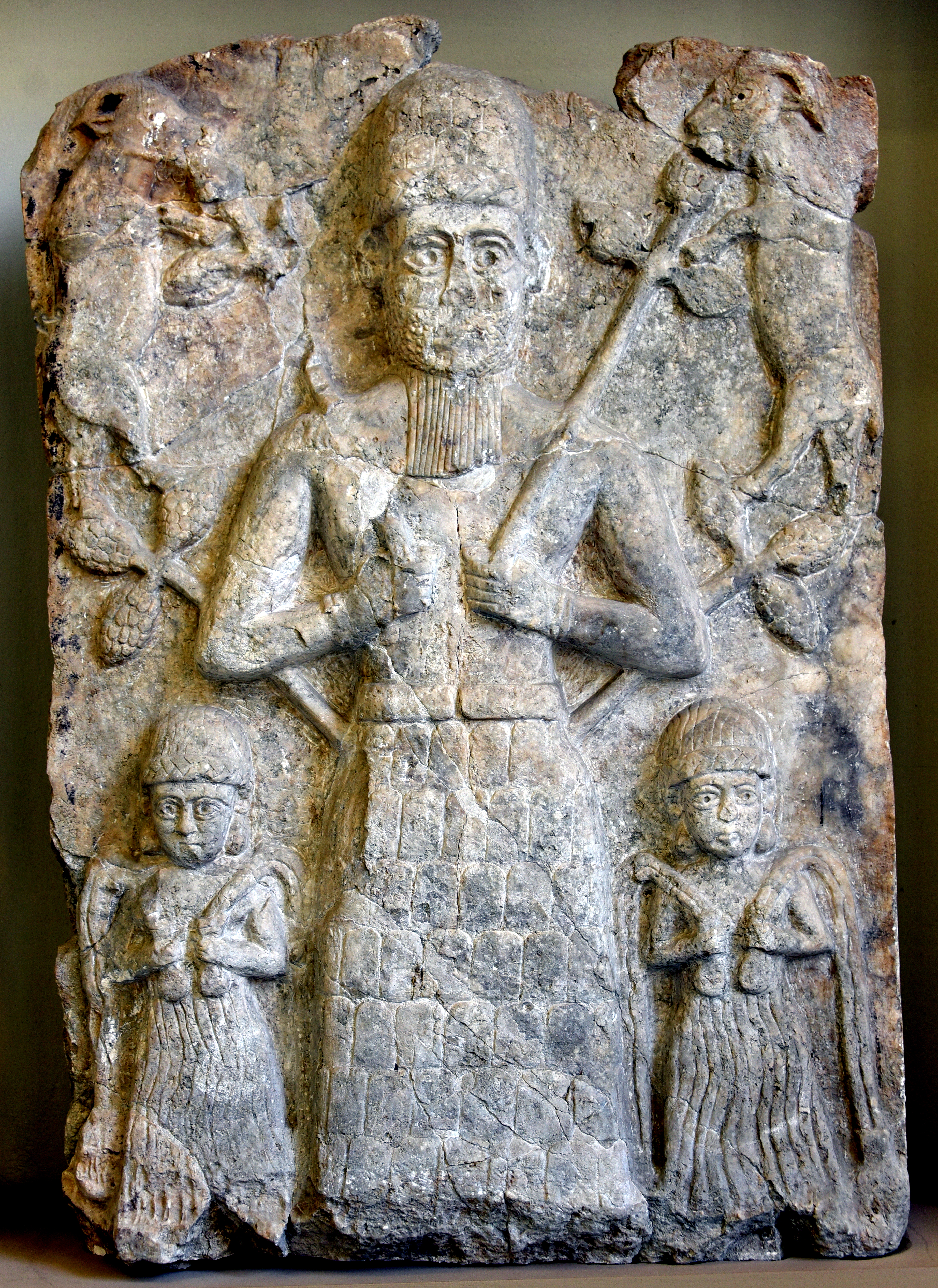
Середньоассирійський барельєф із зображенням бога Ашшура, який годує двох кіз, а біля його ніг стоять дві богині з вазами, знайдений в Ашшурі

Релігія Ассирії мало відрізнялася від вавилонських вірувань. У Вавилон перейшли всі ассирійські молитви, гімни, заклинання, міфологічні оповіді, які дісталися у спадок ассирійцям від аккадців. Священні місця ассирійців стали священними місцями вавилонян.
На чолі ассирійського пантеону богів стояв бог Ашшур — покровитель царства Ассирії, який створив не тільки всіх богів, а й самого себе. В Ассирії набувають поширення культи Іштар, як богині війни, і Раммана — нищівника ворогів. Поряд із богами в Ассирії шанувалися також численні духи землі та неба — анунаки та ігіги. Опір ассирійській владі під час війни вважався опором божественній волі, що заслуговувало на покарання. Народи та державні утворення, які повстали проти Ассирії, вважалися злочинцями проти божественного світового порядку. Оскільки Ашшур був царем богів, усі інші боги підкорялися йому, і тому люди, які слідували цим богам, мали підкорятися представнику Ашшура, ассирійському царю.
З часом космогонія, як і вчення про богів зазнавали значних змін: творіння світу приписувалося то одному, то іншому богу. Наприклад, про Бела розповідалося, що він створив із первісного хаосу небо та землю, світила, тварин, а із суміші землі зі своєю кров'ю створив людину. З моменту підвищення Мардука отримує розвиток міф про створення світу. 
Віра в потойбічне існування була досить яскраво виражена, але отримала, так само як у шумерів, песимістичний характер. В'язниця, в яку знаходяться померлі, оточена сімома стінами; жоден промінь світла не проникає до неї. Іноді згадуються острови блаженних, де немає страждань, хвороб та смерті, але досягти цих островів можуть лише рідкісні обранці.

## Культура
Культура Ассирії багато в чому слідувала аккадським, потім вавилонським традиціям. Тексти, що описують коронацію царів середнього та новоссирійського періодів містять накази бога Ашшура «розширити землю Ашшура» або «розширити землю біля його ніг». Таким чином, експансія розглядалася як моральний та необхідний обов'язок.

### Мова
Стародавні ассирійці переважно розмовляли та писали ассирійською мовою (ашшуру або ашшураю), семітською мовою, тісно пов'язаною з вавилонською, якою розмовляли в південній Месопотамії. Сучасні вчені зазвичай вважають як ассирійську, так і вавилонську діалектами аккадської мови.
Мова розвивалася разом з етапами історії Ассирії, тому виокремлюють давньоассирійську мову (2000–1500 рр. до н. е.), середньоассирійську мову (1500–1000 рр. до н. е.) та новоассирійську мову (1000–500 рр. до н. е.).

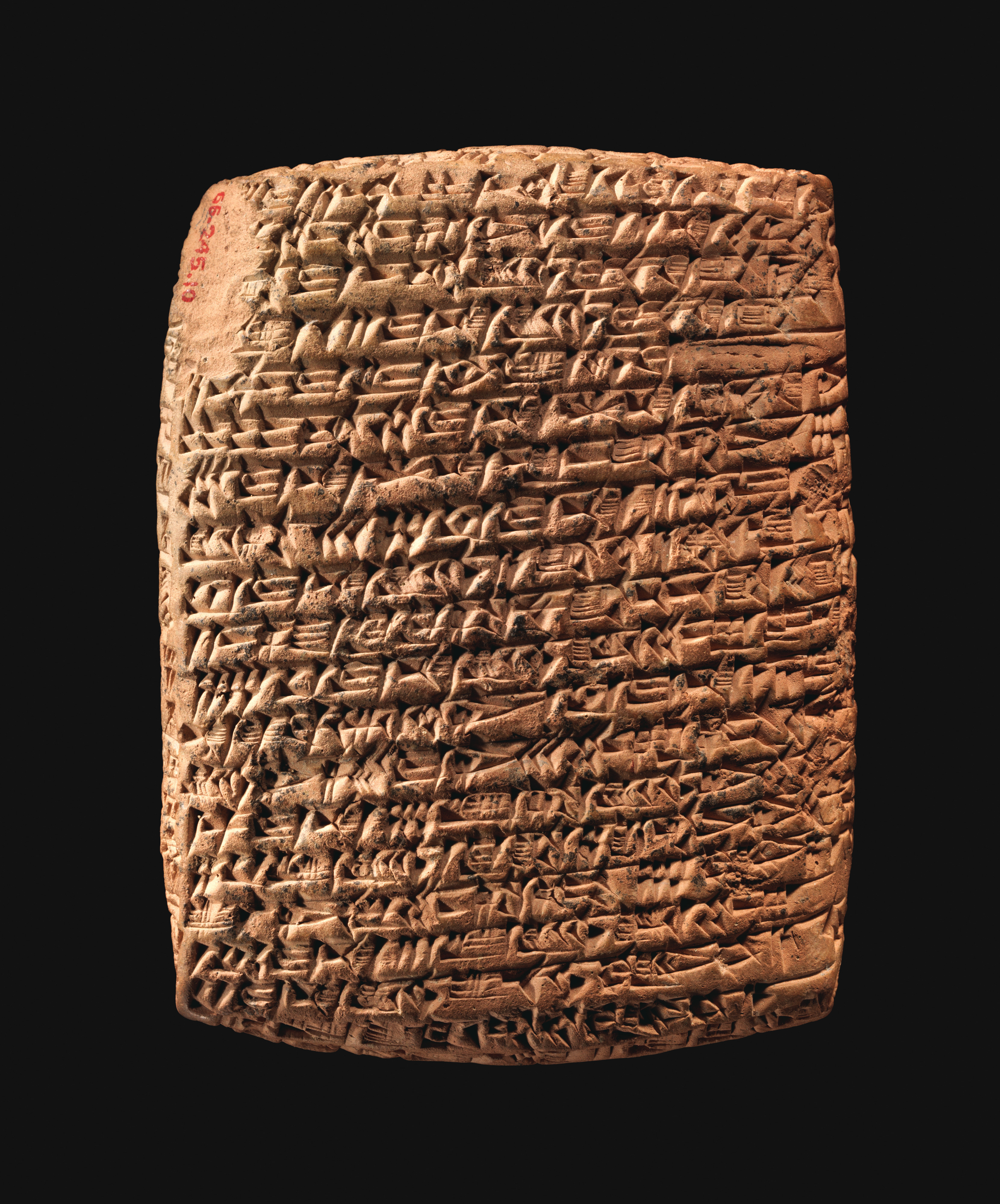
Приклад давньоассирійської мови

Знаки, що використовувалиься в давньоассирійських текстах, здебільшого менш складні, ніж ті, що використовувалися протягом наступних середнього та новоассирійського періодів, і їх було менше, не більше 150–200 унікальних знаків, більшість з яких були складовими знаками. Давньоассирійська мова повністю зникла до кінця VI століття до н.е.
У середньо- та ноассирійських періодах пізніші версії ассирійської мови були не єдиними версіями аккадської мови, що використовувалися. Хоча ассирійська мова зазвичай використовувалася в листах, юридичних документах, адміністративних документах та як просторічна мова, стандартна вавилонська мова також застосовувалася. 

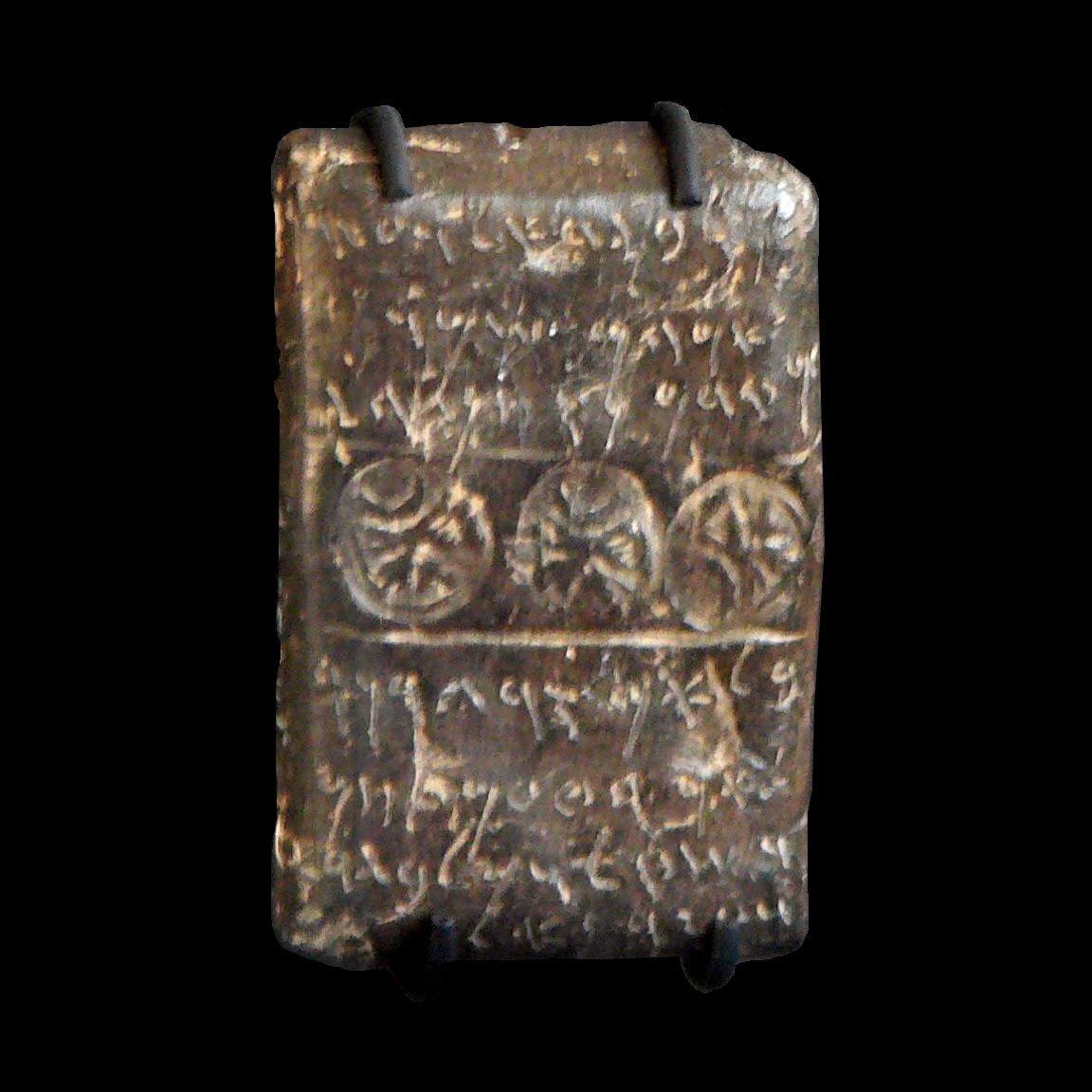
Табличка арамейським алфавітом

Разом з тим у середньоассирійський період починає поширюватися арамейська мова разом з кочівниками-арамеями. Вона набула значення протягом новоассирійського періоду та все більше витісняла новоассирійську мову. Починаючи з IX ст. до н.е., арамейська мова стала фактичною лінгва франка Новоассирійської імперії, а новоассирійська та інші форми аккадської мови залишилися мовами політичної еліти. З часів Шульману-ашареда III арамейська мова використовувалася в державних текстах поряд з аккадською, а до часів Тіглатпаласара III царські писарі користувалися як аккадською, так і арамейською мовами.

### Освіта
В Ассирії можливість здобути освіту мав лише вищі класи суспільства. Під час другого ассирійського царства, коли Ніневія стала центром торгівлі, до поширених мов додалася арамейська (мова комерції та дипломатії) — її стали вивчати в ассирійських школах. Твори вавилонської та шумерської літератури вивчалися в ассирійських храмах, школах та бібліотеках.
Особи, що отримали базову підготовку писарів (тупшарру), опанували клинопис та різні мови, а потім завершили її більш глибоким вивченням, включаючи спеціалізацію. Конкретно, всі ці фахівці належали до храмових жерців. В подальшому були віщунами, що спеціалізуються на гепатоскопії (бару), астрологами (тупшар енума ану енліль), плакальниками (калу), екзорцистами (ашипу), фахівцями з медицини (асу). Ті, кого ми найкраще знаємо, були членами царського оточення, які залишили після себе багатство листування, виявленого в Ніневії, що датується правлінням Асархаддона та Ашшурбаніпала. Вони були відповідальні за визначення та тлумачення для
У середньоассирійський період царі почали розглядати накопичення знань як спосіб зміцнення своєї влади. Посада головного вченого вперше засвідчена за правління новоассирійського царя Тукульті-Нінурти II (поч. IX ст. до н. е.). Бібліотеки були побудовані в новоассирійський період для збереження знань про минуле та підтримки культури писарів. Цар Ашшурбаніпал зібрав у своїй бібліотеці 30 тис. текстів.

### Наука

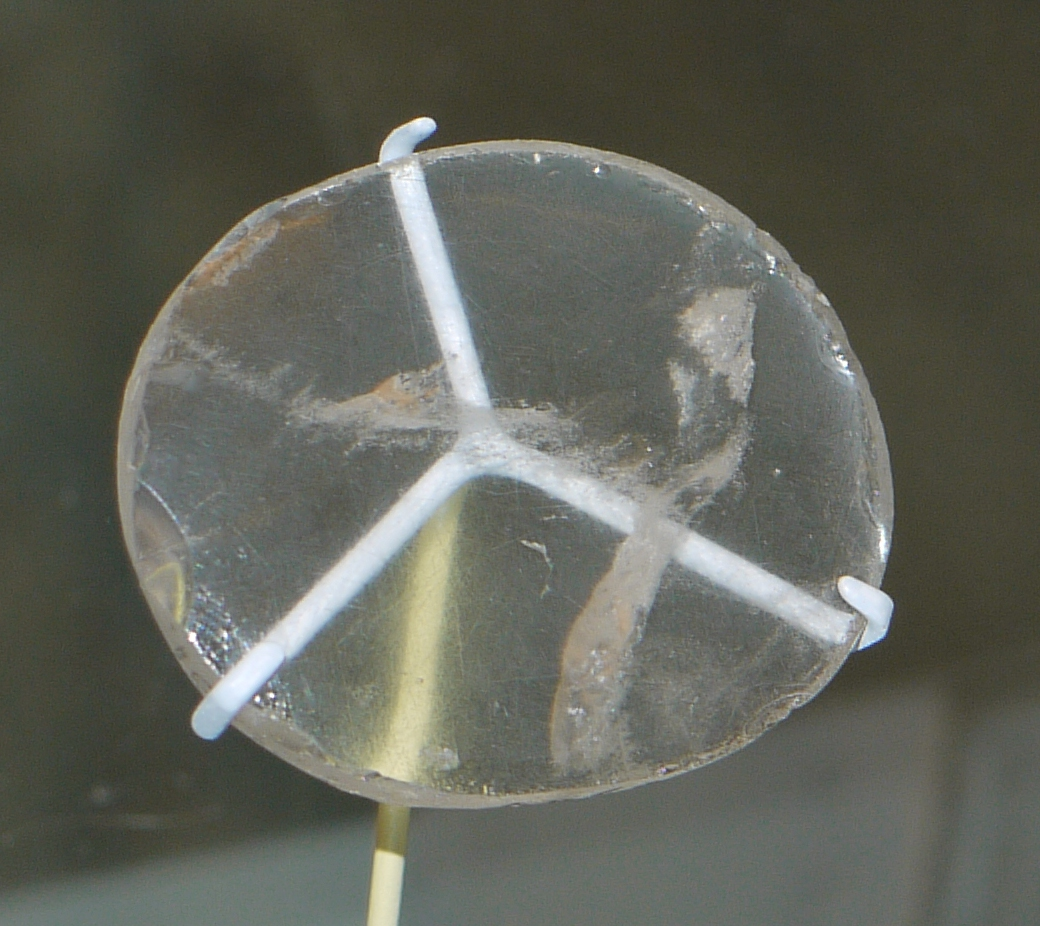
Лінза Німруда

Переважно наука носила прикладний характер, використовувалися вавилонські знання з астрономії, математики та медицини. Про її розвиток свідчить лінза Німруда, створена в 750—710 роках до н. е. .
До IX століття до н.е. ассирійські аннали є переважно дуже сухим перерахуванням походів, завоювань фортець, захоплень полонених та масових страт. Однак ассирійським текстам надано ритмічної форми, а вступні частини написів – перелічення титулів та чеснот царів, звернення до богів – мають навіть віршований характер. Введення більш докладного історичного матеріалу, деталізовані мальовничі описи природи і батальних сцен – це вже характерна риса написів новоассирійських царів (VIII-VII століття до н.е.). Аннали іноді нагадують історичні романи. Широко застосовувалися такі літературні прийоми, як пейзаж та портрет. Царі завжди описувалися хоробрими і великодушними, а вороги підступними та боязкими. 
Ассирійські царські написи можна поділити на три типи: святкові написи, аннали та листи до бога. Святковий напис був простим переліком перемог царя без якихось географічних та історичних подробиць. Аннали – вже більш детальний опис походів та перемог царя за роками правління. Вони дають цінні історичні та географічні відомості про Ассирію та сусідні країни. Безперечно, історична інформація не завжди достовірна, оскільки мета цих пам’яток – звеличити і прославити правителя. Відповідно, поразки в анналах часто замовчуються. Аннали писалися пишною мовою з великою кількістю епітетів та зворотів, іноді це створювало дещо пихатий стиль, але у найкращих зразках жанру оповідь була дуже мальовничою і живою. Дуже виразними є написи Ашурбаніпала, єдиного освіченого царя в історії Ассирії, який, можливо, сам брав участь у створенні власних анналів або редагував їх.
Третім різновидом царських написів були «листи» царів до бога у вигляді детального звіту про якийсь один похід. До нас дійшли лист Саргона II до бога Ашшура про його урартський похід та лист Асархаддона, що розповідає про його похід у країну Шубрію і теж, імовірно, адресований Ашшуру.

### Мистецтво

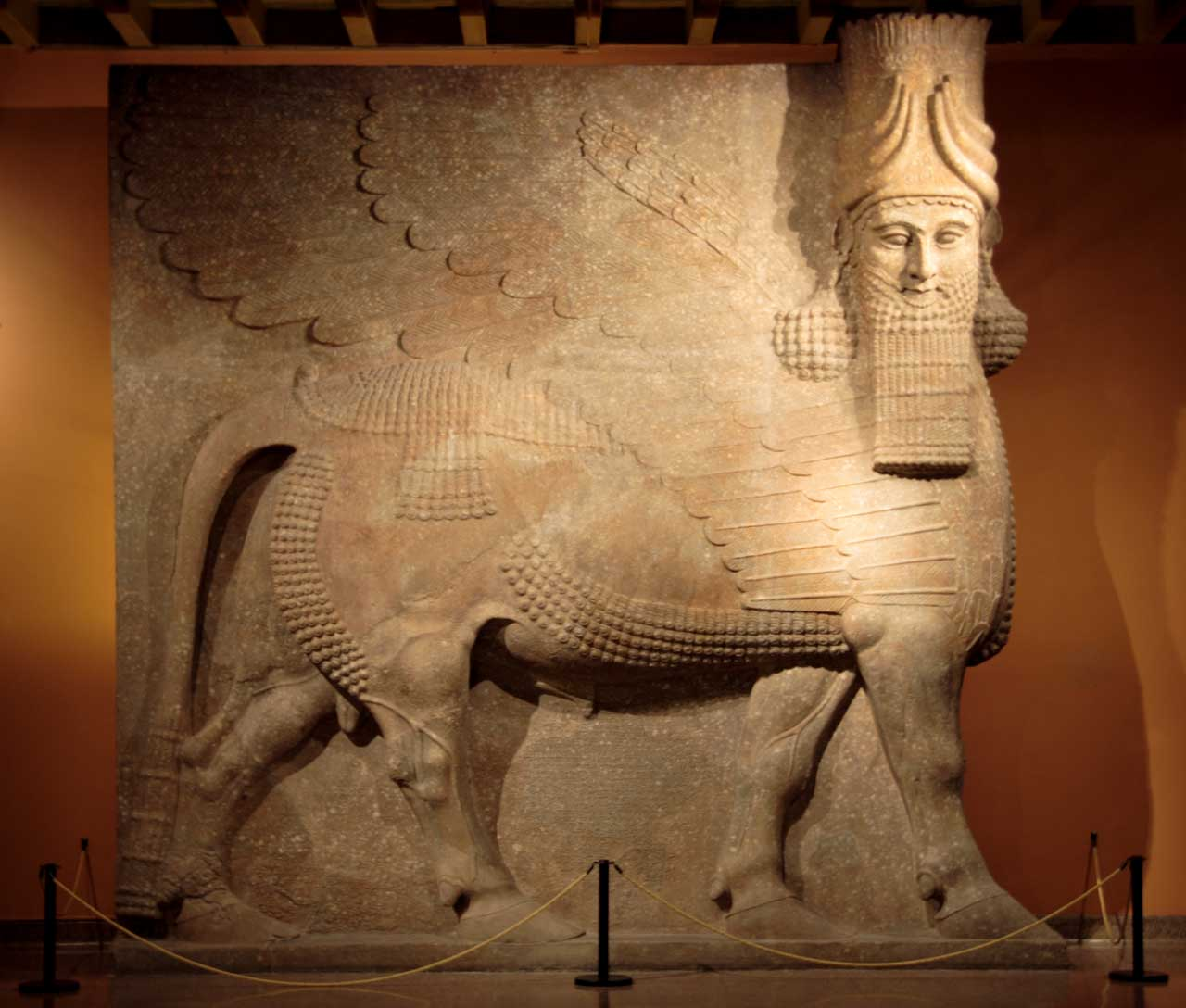
Крилатий людинобик з Дур-Шаррукіна — «шеду»

У староассирійський період мистецтво зазнало впливу Шумеру і Аккаду. Так, набір із 87 алебастрових фігурок чоловіків та жінок, виявлений при археологічних розвідках Ашшуру, нагадує ранньодинастичні шумерські фігурки. Також голова жінки, очі, брови та складне волосся якої спочатку були інкрустовані, є типовою для художнього стилю Аккадської імперії, із загальним натуралістичним стилем, плавними та м’якими вигинами та повним ротом. Унікальним твором мистецтва цього періоду є фігурка оголеної жінки зі слонової кістки та фрагменти щонайменше п’яти інших подібних фігурок. 
Серед інших творів мистецтва, відомих з раннього періоду, є кілька великих кам'яних статуй царя Ерішума I, намісників та іноземних царів, фігури тварин та кам'яні статуї оголених жінок. Царські печатки першої половини староассирійського періоду дуже схожі на печатки царів Третьої династії Ура.
У середньоассирійський період, починаючи з Ашшур-убалліта I, печатки підкреслювали царську владу. Серед нецарських печаток цього періоду відомий широкий асортимент різних мотивів, включаючи як релігійні сцени, так і мирні сцени з тваринами та деревами. З часів Тукульті-Нінурти I печатки також іноді зображували змагання та боротьбу між людьми, різними тваринами та міфологічними істотами. 

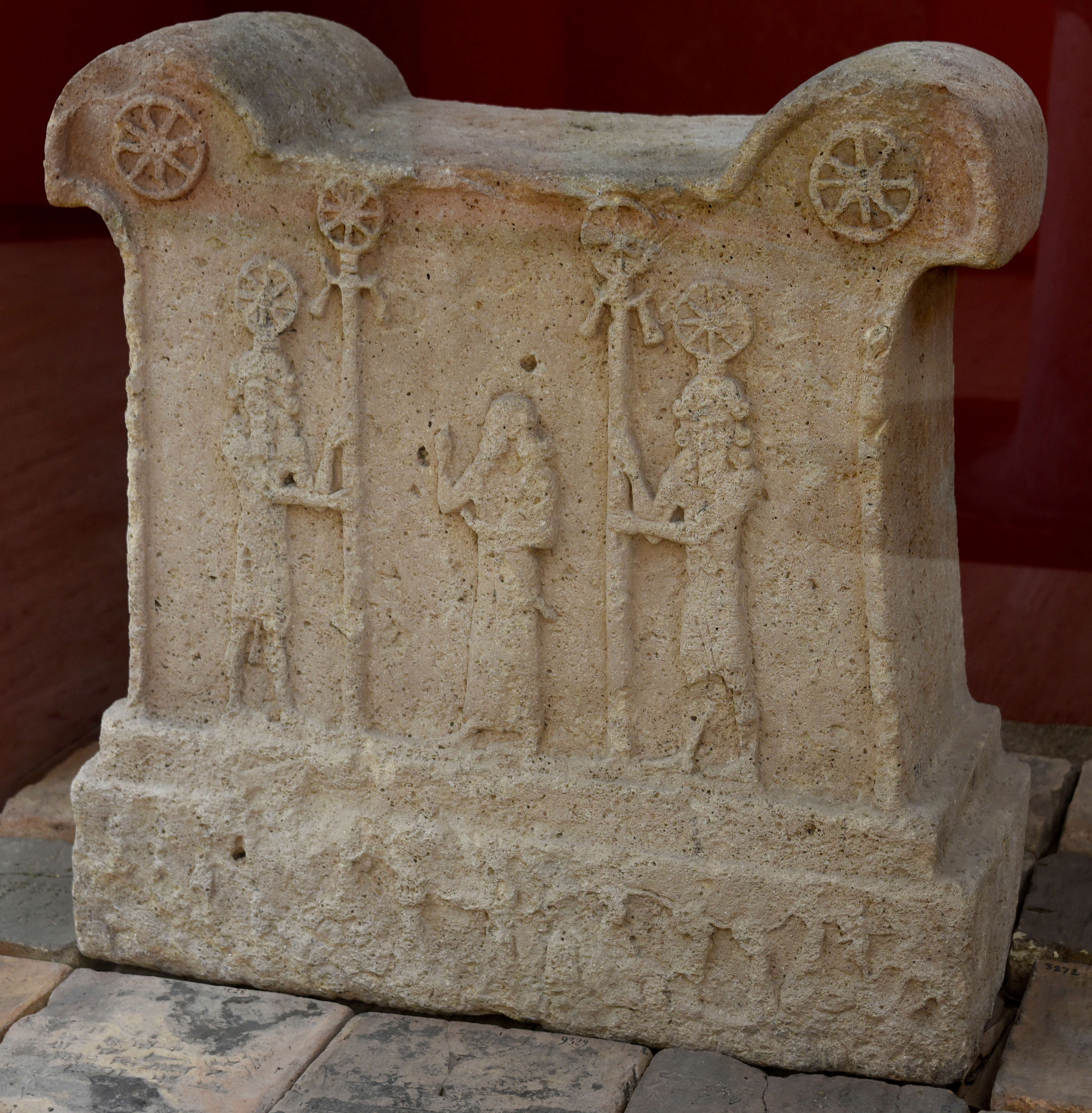
Храмовий вівтар Тукульті-Нінурти I у Ашшурі

Також було внесено кілька інших нових художніх інновацій. У храмі, присвяченому Іштар в Ашшурі, було виявлено чотири культові п'єдестали («вівтарі») часів Тукульті-Нінурти I. Ці вівтарі були прикрашені різними мотивами, поширеними є зображення царя (іноді кілька разів) та захисних божественних фігур і штандартів. Один з п'єдесталів зберігає вздовж нижньої сходинки своєї основи рельєфне зображення, яке є найдавнішим відомим наративним зображенням в історії ассирійського мистецтва. Цей рельєф, який не дуже добре зберігся, здається, зображує ряди в'язнів перед ассирійським царем.

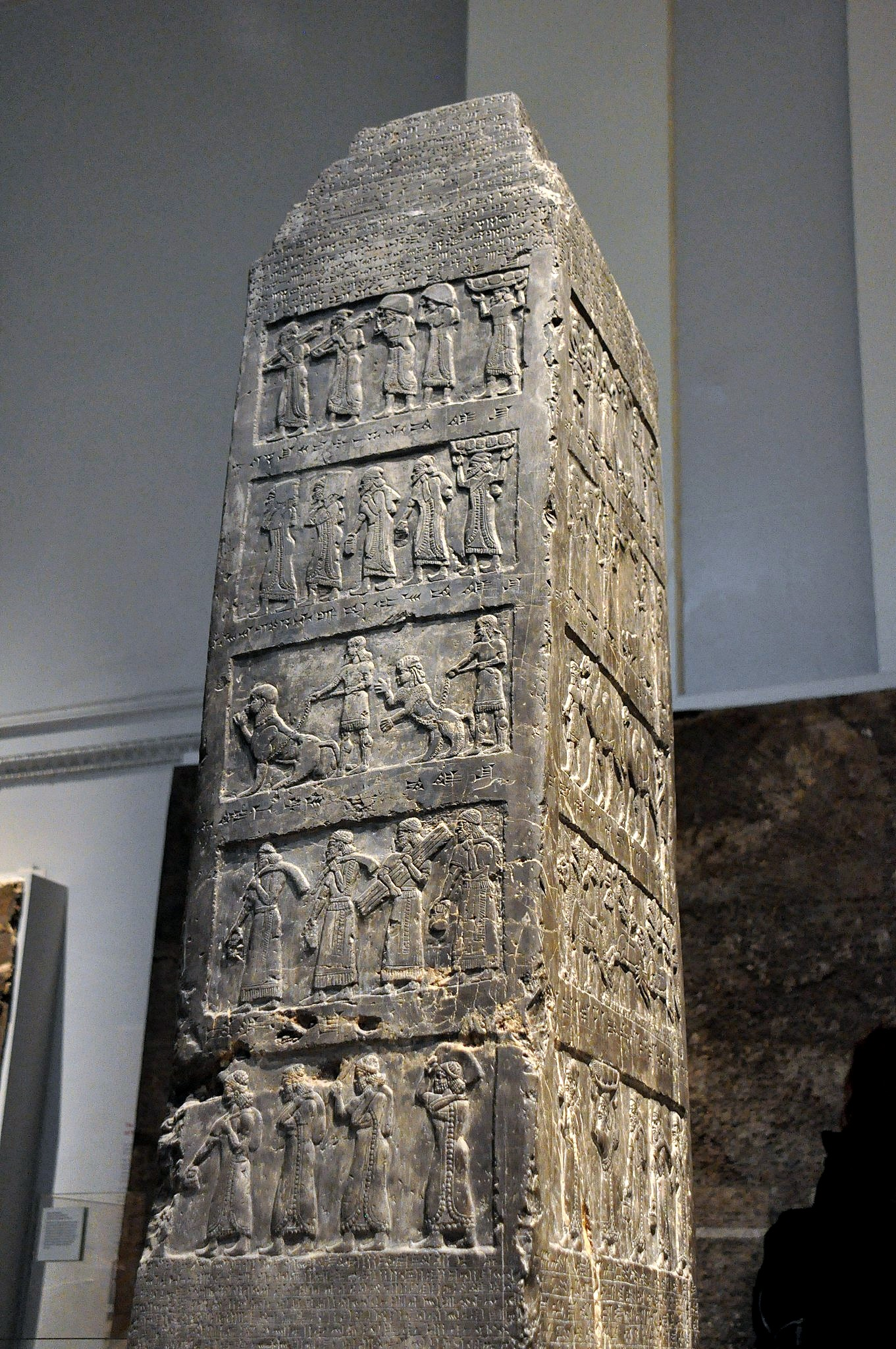
Чорний обеліск Шульману-ашареда III

Найдавніші відомі ассирійські настінні розписи також датуються часами Тукульті-Нінурти I, з його палацу в Кар-Тукульті-Нінурті. Мотиви включали рослинні візерунки (розетки та пальмети), дерева та джинів з пташиними головами. Кольори, що використовувалися для розпису стін, включали чорний, червоний, синій та білий. Незвичайна вапнякова статуя оголеної жінки відома з Ніневії часів Ашшур-бель-кали. Зовсім новим типом пам'ятника, запровадженим у XI ст. до н. е., були обеліски: чотиригранні кам'яні стели, прикрашені з усіх боків зображеннями та текстом. Обеліски продовжували використовуватися щонайменше до IX ст. до н. е.
Розквіт ассирійського мистецтва припадає на IX—VII століття до н. е. (новоассирійський період). Найвідомішою формою неоассирійського монументального мистецтва є настінні рельєфи, різьблені кам'яні витвори мистецтва, що облицьовували внутрішні та зовнішні стіни храмів і палаців. Ще однією відомою формою неоассирійського мистецтва є колоси, часто леви або бики з людськими головами (ламассу), яких розміщували біля воріт храмів, палаців і міст. Боги та царі зображалися у більшому розмірі, ніж інші особи; для підкреслення фізичної сили персонажів м'язи збільшувалися. Барельєфи, що прикрашали багато кімнат, коридорів та внутрішніх дворів цих будівель, виходять з тієї ж логіки. Це прикраси, виконані на плитах з гіпсового вапняку або місцевого мармуру (відомого як «Мосул»), які називаються «ортостатами», і прикріплені до основи стін з глиняної цегли. 

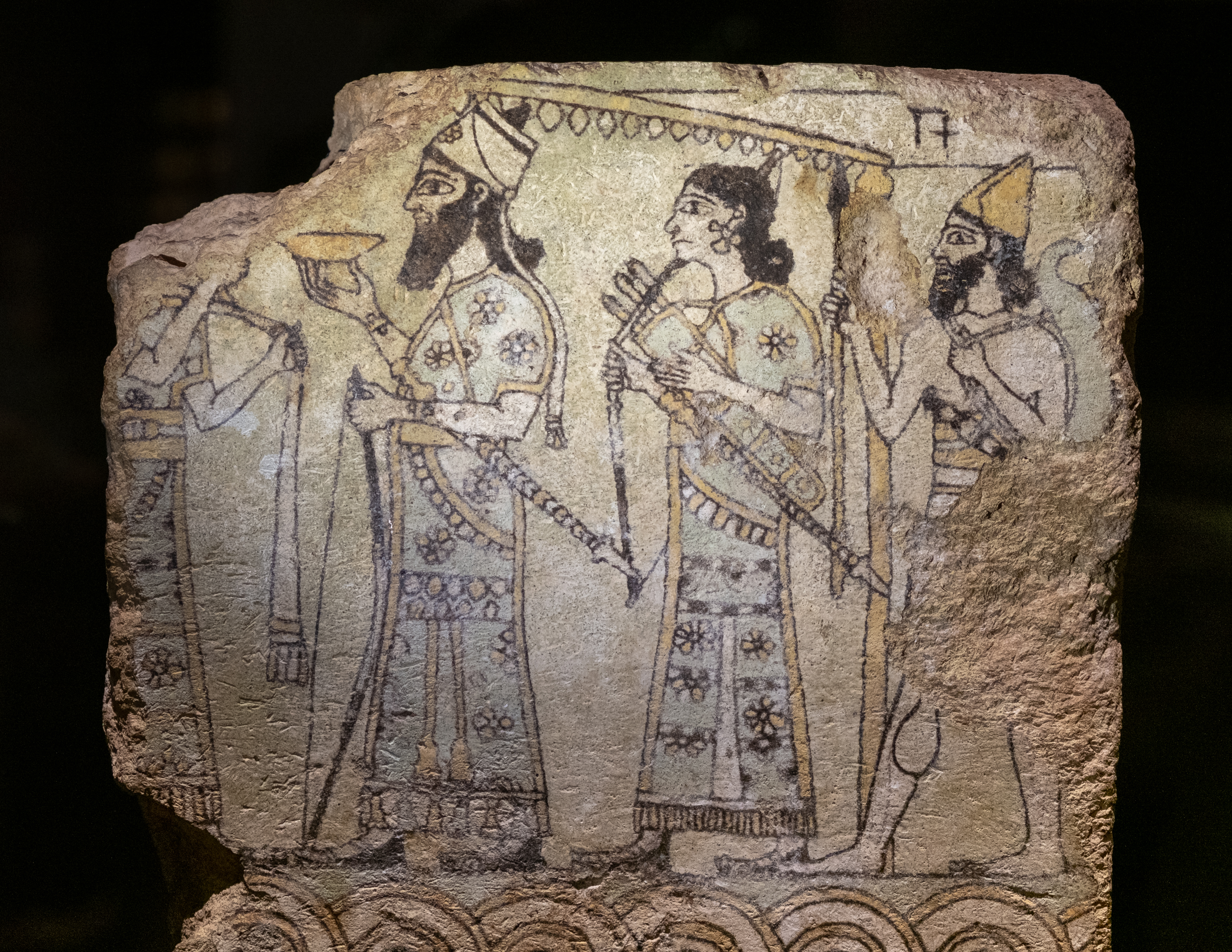
Глазурована плитка із зображенням царя та його слуг Ашшурбаніпала

Шедеврами ассирійського мистецтва є експресивні зображення поранених та вмираючих левів епічної якості з рельєфів палацу Ашшурбаніпала в Ніневії та рельєфи і колоси Ашшур-назір-апала II. Внутрішні стіни могли бути прикрашені, покриваючи глиняну цеглу, що використовувалася в будівництві, пофарбованою глиняною штукатуркою, а зовнішні стіни часом прикрашалися глазурованою та пофарбованою плиткою або цеглою. Найбільші відомі збережені набори настінних рельєфів датуються правлінням Сін-аххе-еріби.

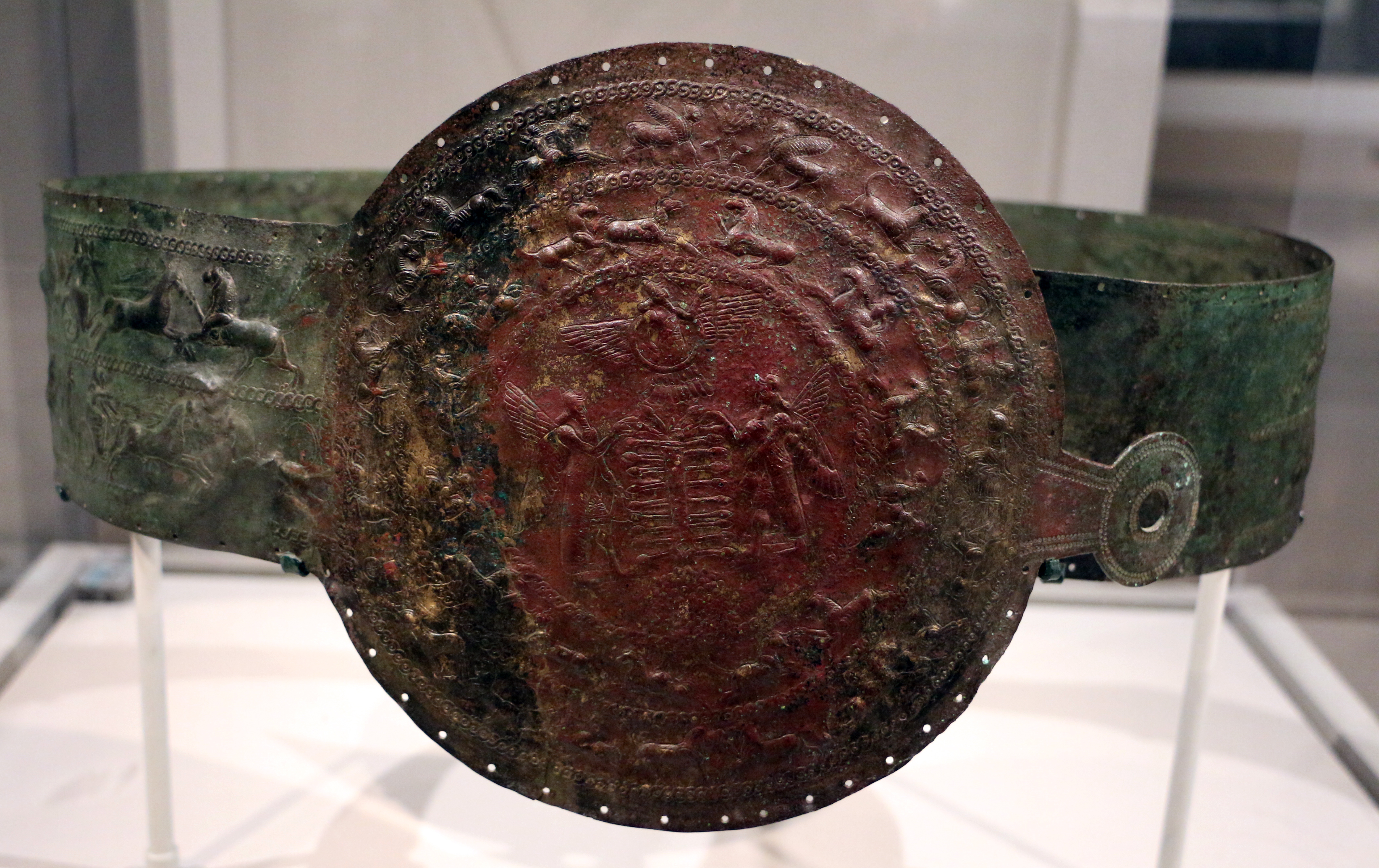
Церемоніальний бронзовий пояс, гравірований та репсований декор. Новоассирійський період.

В ассирійському мистецтві були поширені також художні вироби з дерева, бронзи, слонової кістки, полив'яні кахлі.

### Архітектура
Ассирійські будівлі та споруди майже завжди будувалися з глиняної цегли. Вапняк також використовувався, хоча переважно лише в таких спорудах, як акведуки та річкові стіни, що піддавалися впливу проточної води, та оборонні укріплення. Для підтримки великих будівель їх часто будували на фундаментних платформах або на фундаментах з глиняної цегли. Підлоги зазвичай робилися з утрамбованої землі, а у важливих приміщеннях покривалися килимами або очеретяними циновками. Підлоги в місцях, що піддавалися впливу стихій, наприклад, на терасах або у внутрішніх дворах, вимощувалися кам'яними плитами або цеглою з підкладкою. Дахи, особливо у великих приміщеннях, підтримувалися за допомогою дерев'яних балок..
Деякі приклади рис давньої ассирійської архітектури включають ступінчасті зубці, склепінчасті дахи, та палаци, які значною мірою часто складалися з комплексів окремих апартаментів.
Столиці - Дур-Шаррукін - були побудовані на штучних платформах. Стіни палаців були прикрашені рельєфами зі сценами полювання на левів та переможних битв. Характерним пам'ятником ассирійського мистецтва був палац Саргона II в Дур-Шаррукіні, руїни якого розкопані. Цей палац споруджено у 8 ст. до н. е. на двох насипах (вис. 14 м) і обнесено фортечним муром з баштами. Над храмовою спорудою височіла зикурат — башта, що складалась з терас і завершувалась святилищем. На порталах було зображено крилатих биків з чоловічими головами (вис. 3—4 м). Палац було прикрашено також розписами і численними рельєфами з зображенням сцен війни та придворного життя (пл. 6 000 м²).

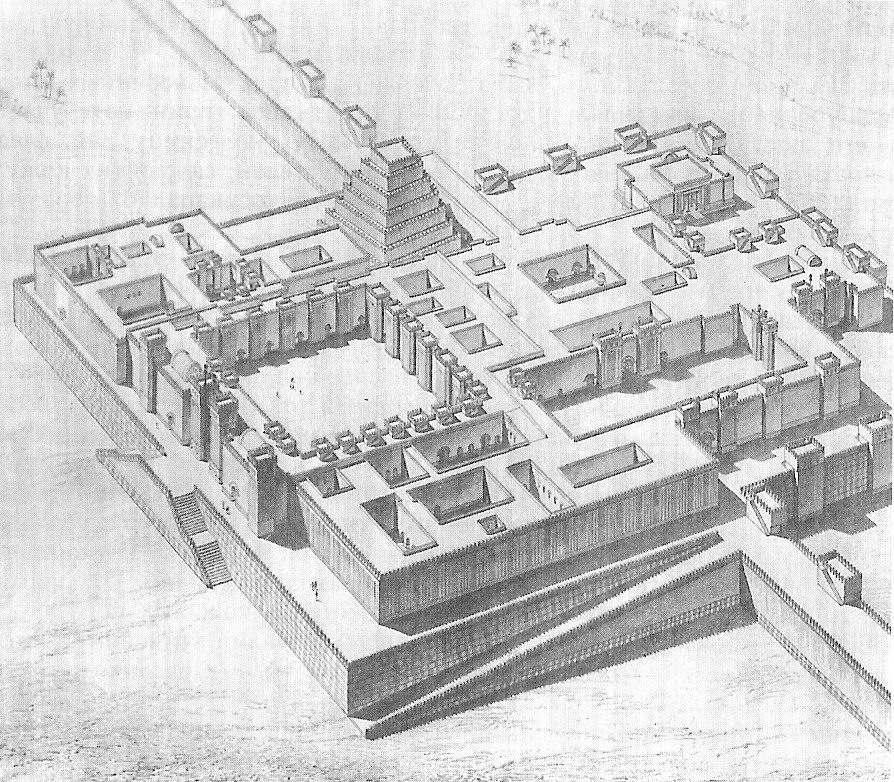
Палац Саргона II в Дур-Шаррукіні (реконструкція)

Царські палаци в Ашшурі були меншими за храми, але в нових столицях ситуація була зворотною. Архітектурною деталлю, яка відрізняє Німруд та інші новоассирійські столиці від Ашшура, була в тому, що вони були спроектовані таким чином, щоб підкреслити царську владу. 

## Галерея

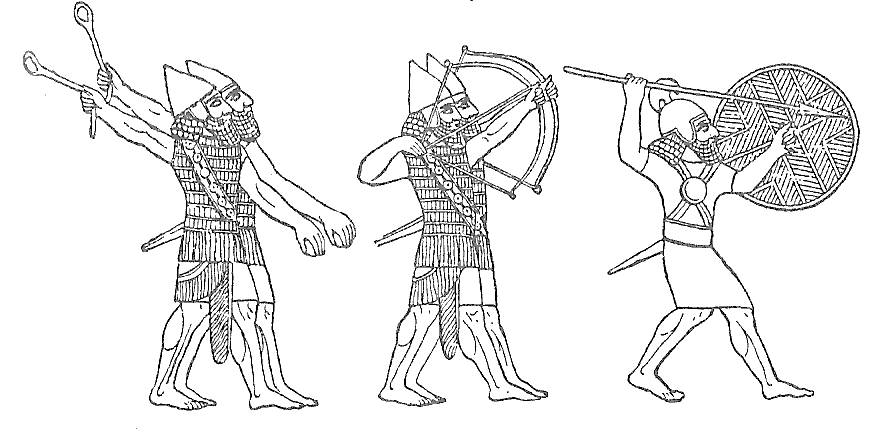
Ассирійські воїни
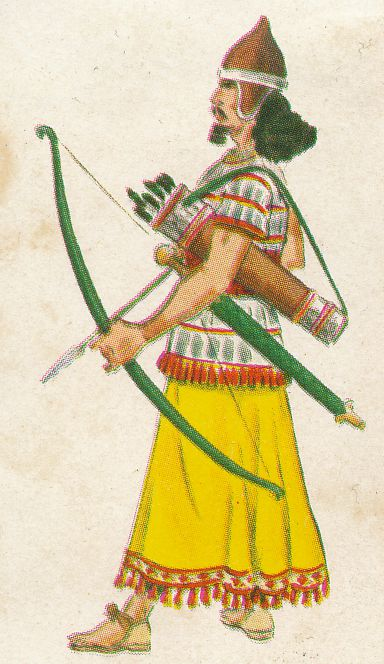
Ассирійський лучник
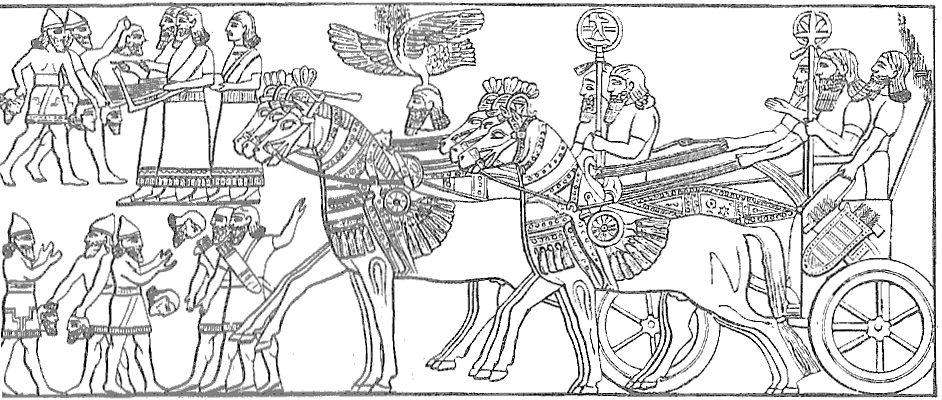
Ассирійські воїни повертаються з перемогою
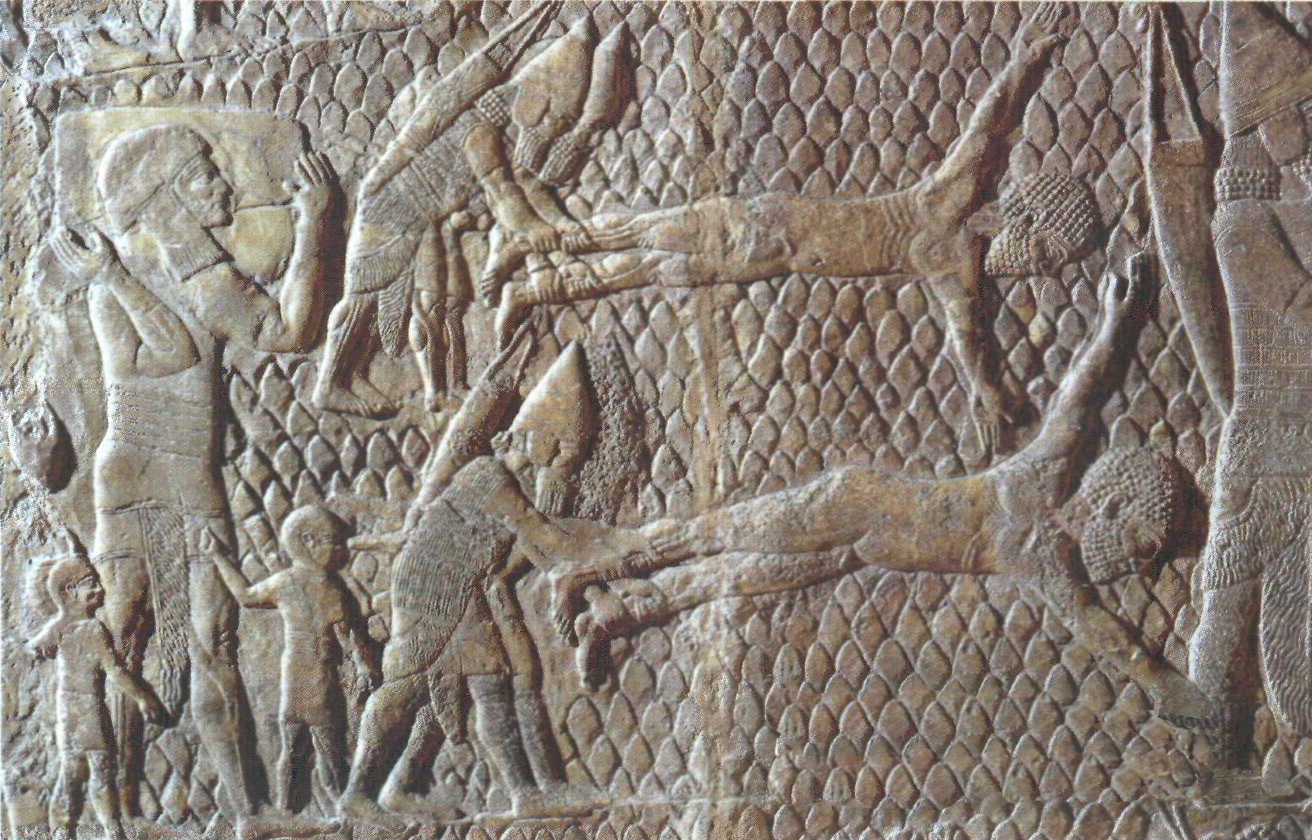
Ассирійці заживо здирають шкіру з полонених
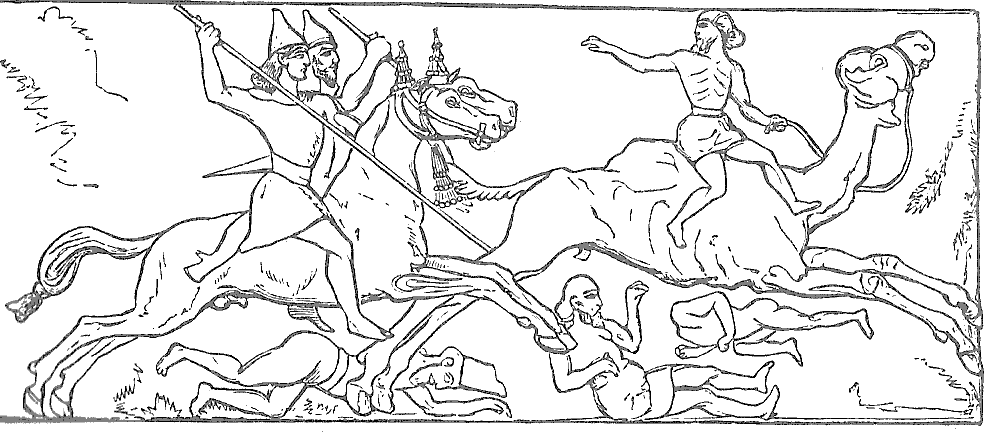
Ассирійський вершник переслідує переможених арабів
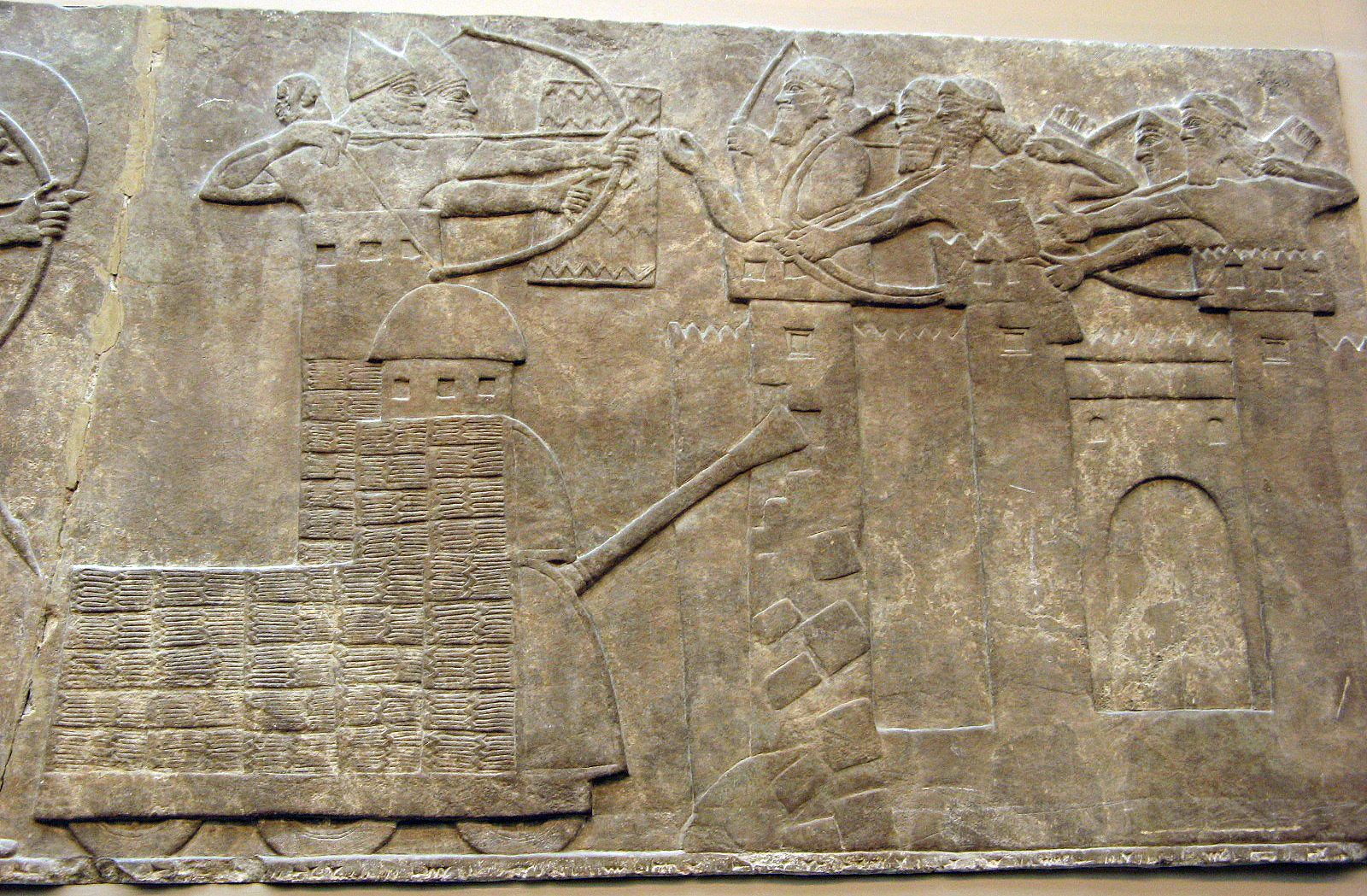
Ассирійський напад на місто із застосуванням лучників та колісного тарану, 865-860 до н. е.
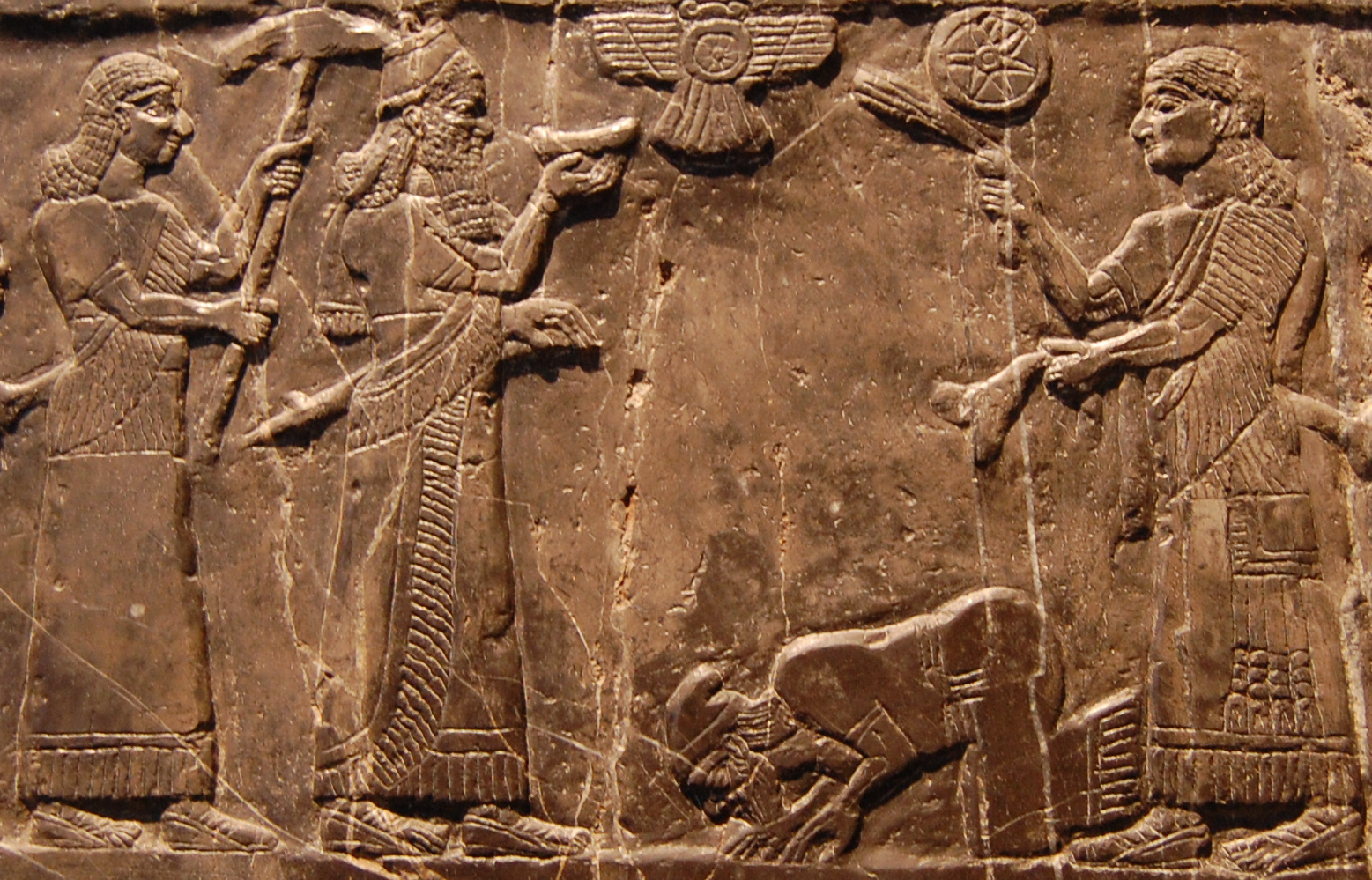
Єгу, цар Ізраїлю, вклоняється царю Ассирії Шульману-ашареду III, 825 до н. е.
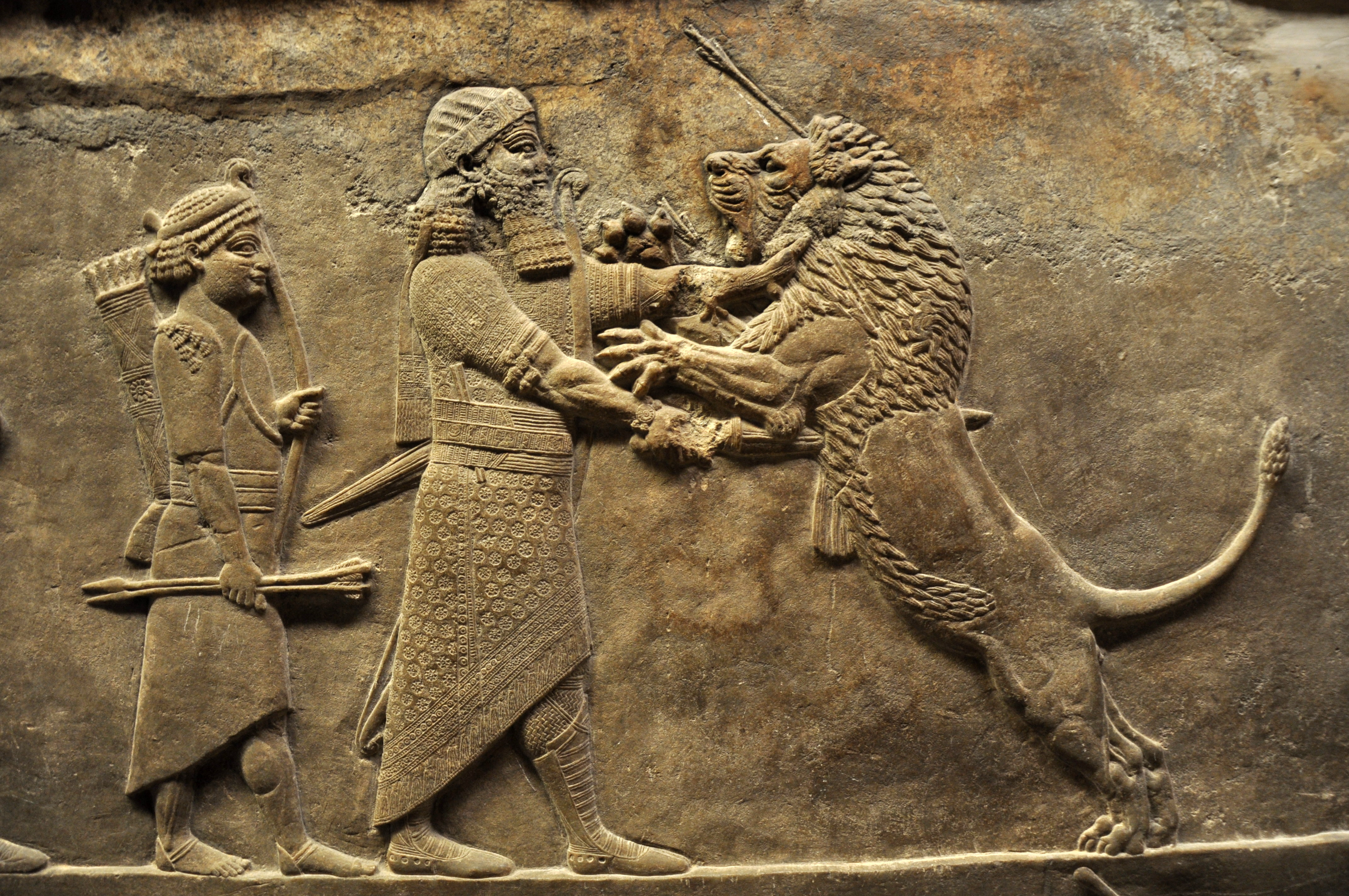
Рельєф із зображенням полювання на левів з Північного палацу Ніневії, 645-635 до н. е.
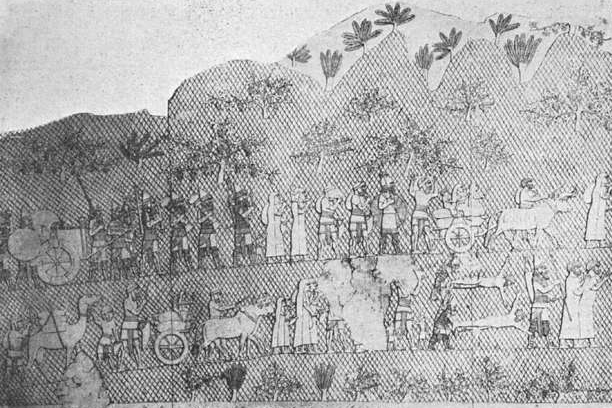
Юдейські полонені, забрані в рабство ассирійцями після облоги Лачіша в 701 до н. е.
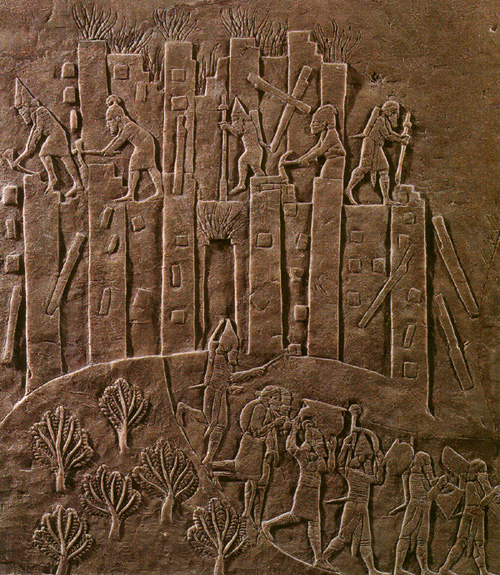
Жорстока кампанія Ашурбаніпала: спалення столиці Еламу Суз, зображення на рельєфі, 647 до н. е.
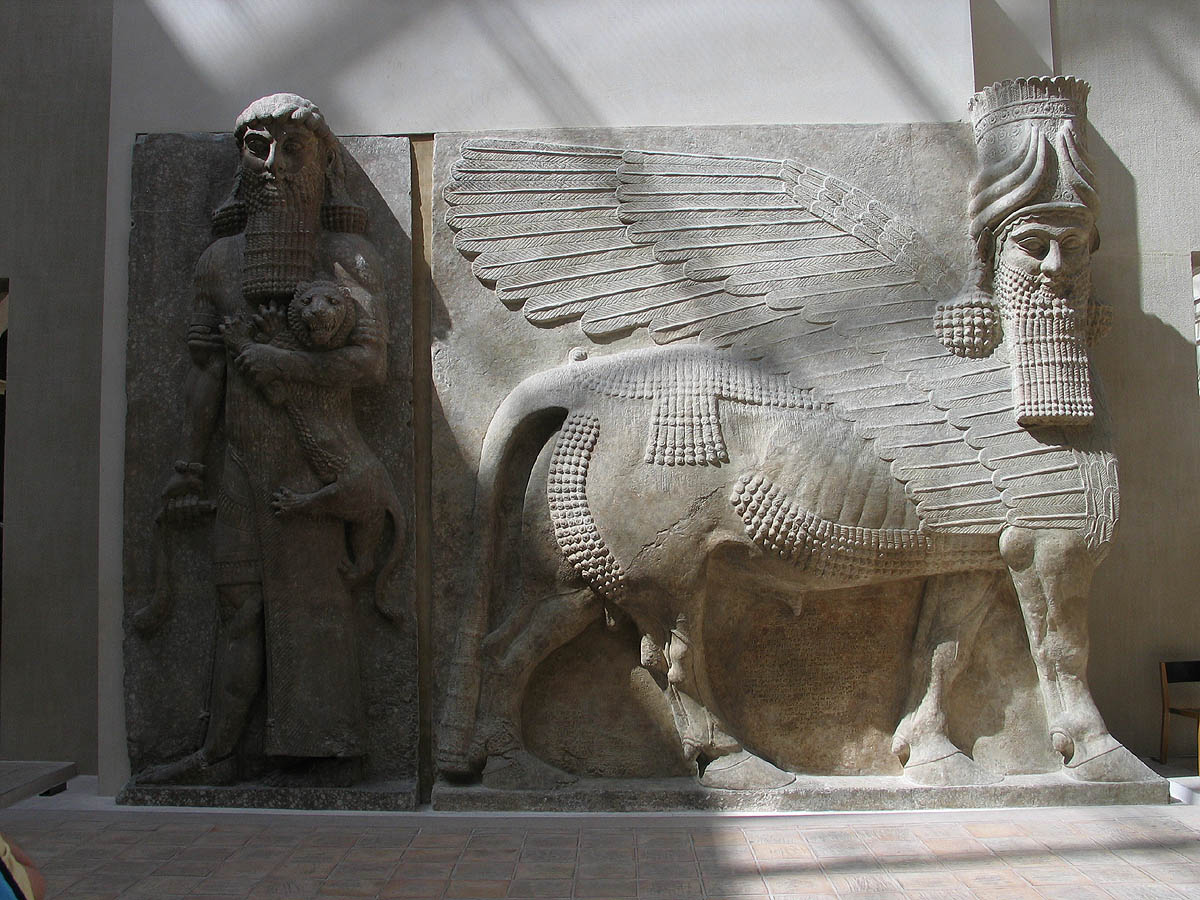
Крилатий бик з Хорсабаду, Лувр
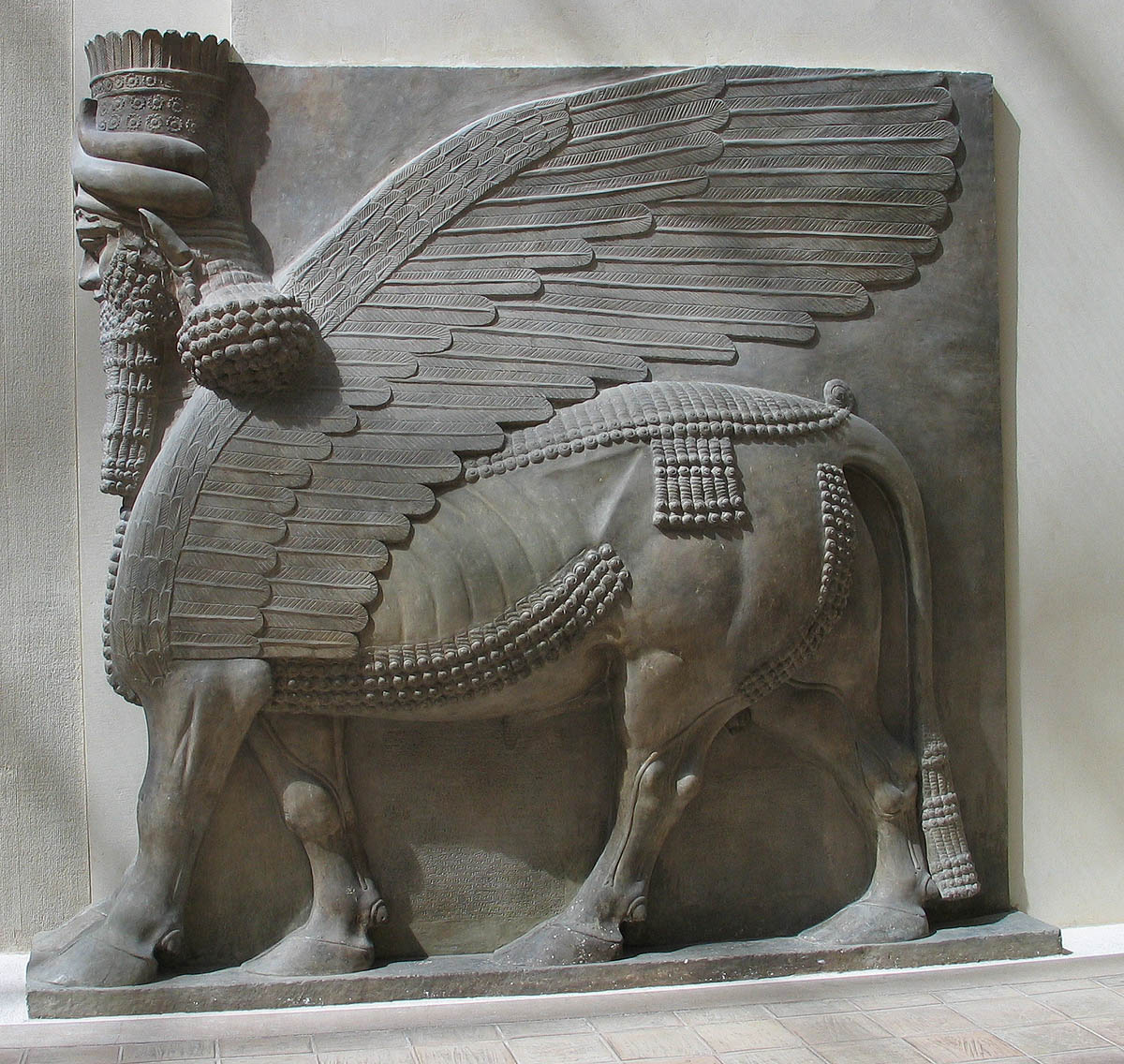
Крилатий бик з Хорсабаду, Лувр
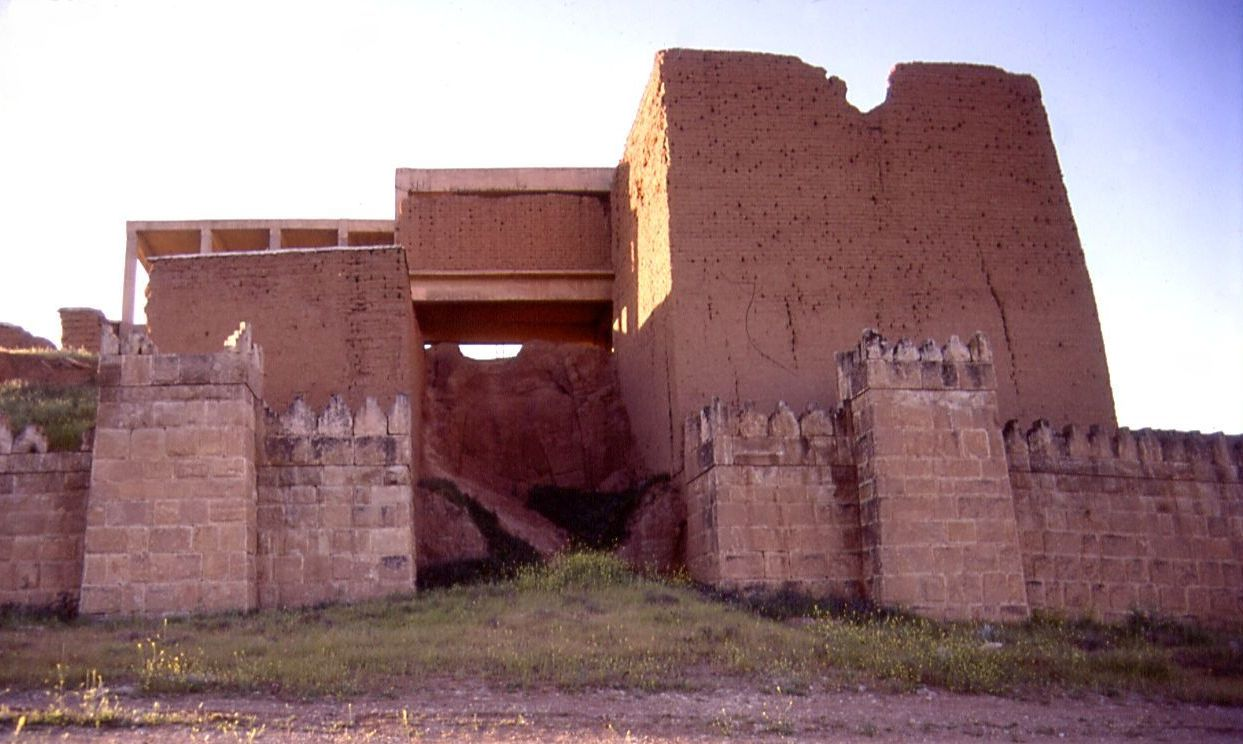
Залишки брами Ададу Ніневії зі слідами дуже невдалої і незакінченої реконструкції
Ассирійський прапор (з 1968)
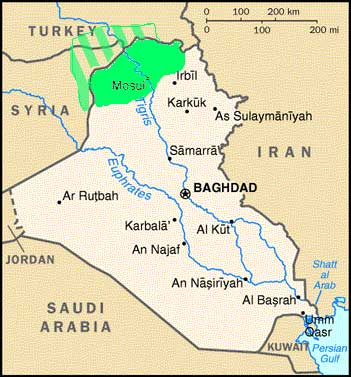
Мапа розселення ассирійців